# Psychologie de l'adolescent
Vous lisez un « bon article » labellisé en 2017.
La psychologie de l'adolescent, discipline apparentée à la psychologie de l'enfant, a pour objet d'étude les processus de pensée et les comportements de l'adolescent, son développement psychologique et ses problèmes éventuels.
Avec l'entrée dans la puberté, les changements physiques, comme la maturation des organes sexuels, la poussée de croissance et la maturation du cerveau, accompagnent des changements cognitifs, affectifs et sociaux. L'adolescent développe sa capacité à penser de façon abstraite et à raisonner de manière plus efficace et scientifique. Il développe son jugement moral. Les relations avec les pairs prennent une grande importance, accompagnant une indépendance accrue vis-à-vis des parents, et les premières relations amoureuses et expériences sexuelles. L'adolescence est une période de recherche d'identité et de choix d'orientation. La discipline étudie ces changements dans une perspective développementale.
La psychologie de l'adolescence a également pour objet l'étude des comportements à risque – comme la consommation de toxiques (tabagisme, alcool, drogues) ou les rapports sexuels non protégés – et des moyens mis en place pour prévenir ou pour réduire ces comportements. La principale cause de mortalité des adolescents dans le monde est l'accident de la route puis viennent d'autres causes d'origine sociale et comportementale dites évitables, c'est pourquoi la prise de risque est si importante à comprendre et à prévenir chez l'adolescent.
La discipline s'intéresse à la santé et aux comportements liés à la santé, tels que le sommeil ou les comportements alimentaires, ainsi qu'aux pathologies mentales affectant l'adolescent. La dépression chez les adolescents est très répandue et le suicide constitue une des principales causes de mortalité chez eux.
L'étude psychologique de l'adolescent est pluridisciplinaire et engage en particulier, et non pas seulement, les neurosciences, la psychosociologie et la psychologie du développement. La recherche prend place également dans des disciplines connexes, comme la pédiatrie, la pédopsychiatrie et les autres sciences humaines et sociales.

## Période de la vie
L'adolescence désigne généralement la période de vie allant de la puberté à l'âge adulte. Cette période n'est pas bien définie et varie quelque peu en fonction des époques et des cultures,,. L'âge d'entrée dans la puberté varie beaucoup d'une personne à l'autre et est plus précoce chez les filles que chez les garçons. La puberté peut intervenir précocement au cours de la préadolescence, en particulier chez les filles,,,.
L'entrée dans l'âge adulte est également progressive et mal délimitée. Les psychologues du développement parlent de période d'entrée dans l'âge adulte. L'âge adulte est défini par l'autonomie du jeune, en particulier par le fait qu'il ou elle quitte le domicile familial pour étudier ou travailler. Il peut être défini par l'âge de la majorité légale institutionnalisée pour certaines fonctions, telles que celles de conduire une voiture, de boire de l'alcool, de signer un contrat, ou encore de voter. Il peut être défini par le mariage, mais depuis le milieu du XXe siècle, l'âge du mariage et du premier enfant, ainsi que l'indépendance financière, sont de plus en plus tardifs à mesure que le niveau d'éducation secondaire augmente et que les femmes ont accès aux études secondaires et au marché du travail,.
L'âge adulte est à distinguer de la notion de maturité. Sur le plan psychologique, des études du début des années 2000 ont mis en évidence que la maturation du cerveau se termine vers 20-25 ans, et tandis que la maturité sexuelle survient à l'adolescence, la maturité émotionnelle et affective est atteinte au cours de la vingtaine, et la maturité morale évolue tout au long de la vie adulte. Certaines personnes n'atteignent jamais la maturité adulte, qui peut être définie par l'acceptation des responsabilités, la prise de décision autonome et le fait de devenir financièrement indépendant,.
Il n'existe donc pas de limites d'âge précises et consensuelles permettant de donner une définition unique et précise de l'adolescence. L'Organisation mondiale de la santé considère les jeunes de 10 à 19 ans comme adolescents.

## Démographie et mortalité
En 2015, l'Organisation mondiale de la santé estime qu'une personne sur six dans le monde est un adolescent, soit 1,2 milliard de jeunes de 10 à 19 ans.
La mortalité des adolescents est différente de celles des enfants. Elle n'a pas pour première cause des raisons médicales. Au niveau mondial, les décès des adolescents proviennent surtout d'accidents évitables, tels que les accidents de la route, première cause de mortalité des adolescents. Les autres principales causes de mortalité sont les maladies à caractère infectieux (tels que sida et tuberculose), le suicide, les guerres ou les violences interpersonnelles et, plus généralement la violence sous toutes ses formes ; ou encore les grossesses trop précoces chez les jeunes filles.
Le suicide, cause majeure de décès dans de nombreux pays et à tous les âges, est particulièrement fréquent chez les adolescents et jeunes adultes. Par exemple, selon des études statistiques effectuées entre 2009 et 2013 au Canada, le suicide constitue la seconde cause de mortalité des 15-19 ans. Ces mêmes analyses révèlent que la fréquence de suicide chez les garçons est trois fois plus importante que chez les filles. Ces tendances sont similaires dans de nombreux autres pays occidentaux et économiquement influents. Seuls quelques pays, notamment la Chine, observent des taux de suicide de jeunes de sexe féminin plus élevés que ceux inventoriés chez les jeunes de sexe masculin. Le suicide de l'adolescent est fréquemment associé aux troubles de l'humeur, tels que la dépression ou encore la dysthymie.

## Développement physique

### Puberté

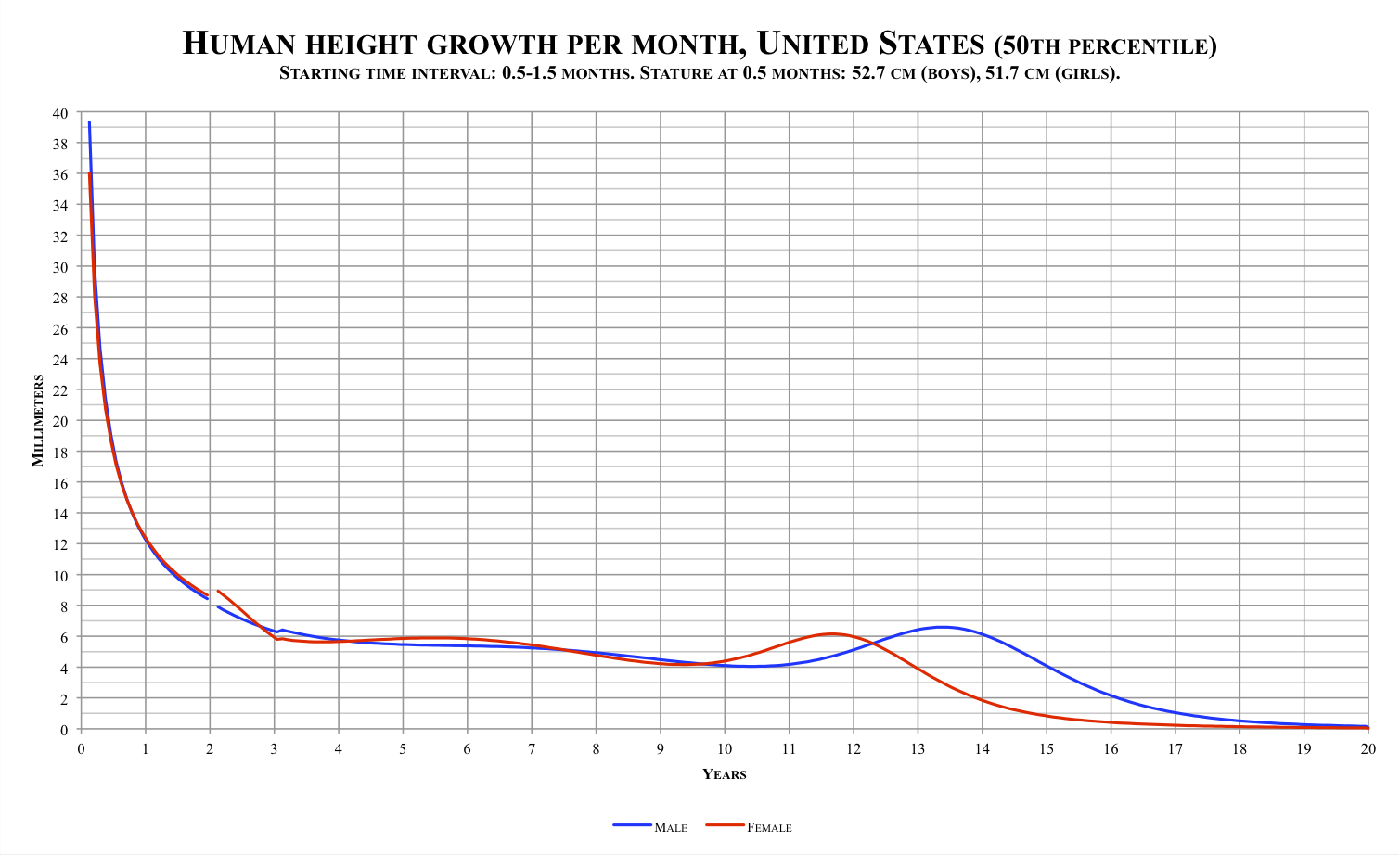
Augmentation de la taille moyenne par mois chez les filles (rouge) et les garçons (bleu) : la poussée de croissance pubertaire est plus précoce chez les filles (États-Unis, 2011).

La puberté est une période de plusieurs années, durant laquelle une poussée de croissance physique rapide et des changements psychologiques se produisent, culminant avec la maturité sexuelle. L'âge moyen d'apparition de la puberté est de 11 ans pour les filles et 12 chez les garçons,,. La date de début de la puberté varie pour chaque personne en fonction de l'hérédité, mais aussi de certains facteurs environnementaux, tels que le régime alimentaire et l'exercice physique. Ces facteurs peuvent contribuer à une puberté précoce ou tardive.
Les principaux changements développementaux observés à la puberté sont les changements physiologiques : la taille, le poids, la composition corporelle, ainsi que des modifications aux systèmes circulatoire et respiratoire. Ces changements sont en grande partie influencés par les hormones qui jouent un rôle organisationnel, amorçant de nouveaux processus physiologiques en début de puberté, et qui déclenchent des modifications comportementales et physiques durant l'adolescence.
L'âge de la puberté peut avoir d'importantes conséquences psychologiques et sociales. Pour les filles, la maturation précoce peut parfois conduire à une augmentation de l'embarras liée à la conscience de soi. Le développement précoce de leur corps peut augmenter le sentiment d'insécurité des filles et les rendre plus dépendantes. Ainsi, les filles qui ont une puberté précoce sont plus susceptibles que leurs pairs de développer des troubles de l'alimentation (tels que l'anorexie mentale). Près de la moitié des filles américaines de niveau lycée tentent de perdre du poids. En outre, les filles peuvent avoir à faire face aux avances sexuelles de garçons ou hommes plus âgés qu'elles, avant qu'elles ne soient émotionnellement et mentalement matures. Les filles plus précoces sont plus à risque d'avoir des expériences sexuelles plus précoces, des grossesses non désirées, et sont plus exposées à la consommation d'alcool et à l'abus de substances (drogues),. Celles qui ont eu de telles expériences ont en moyenne des performances scolaires moins bonnes que les jeunes filles plus « inexpérimentées », toutes choses égales par ailleurs.
Les garçons précocement matures sont généralement plus grands et plus forts que leurs amis. Ils ont l'avantage d'attirer l'attention de partenaires potentiels et seront plus souvent choisis dans une équipe (de sport par exemple). Les garçons pubescents ont souvent tendance à avoir une bonne image du corps, sont de plus en plus confiants, sûrs d'eux et indépendants. Les garçons dont la maturité est plus tardive peuvent être moins confiants en raison de la mauvaise image du corps qu'ils développent en se comparant à leurs pairs aux corps plus développés. Cependant, le début de la puberté n'est pas uniquement positif pour les garçons. La maturation sexuelle précoce chez les garçons peut être accompagnée par une augmentation de l'agressivité. Ayant l'air plus âgés que leurs pairs, ils peuvent aussi être confrontés à une plus forte pression sociale pour se conformer aux normes adultes. L'environnement social peut les considérer comme plus avancés sur le plan émotionnel, bien que leur développement cognitif et social soit en décalage et moins avancé que ne le suggère leur développement corporel.  Des études ont montré que les garçons plus précoces sont plus susceptibles d'être sexuellement actifs et d'avoir des comportements à risque.

### Changements morphologiques et physiologiques du cerveau
Le cerveau humain n'est pas entièrement développé à l'âge de la puberté. Entre 10 et 25 ans, il connaît des changements considérables en ce qui concerne les structures impliquées dans les émotions, la planification du comportement et le contrôle de soi, le jugement et les fonctions dites « exécutives ».

#### Gyrification

Maturation du cerveau de 5 à 20 ans. Les zones rouges (indiquant plus de matière grise) laissent place aux zones bleues (moins de matière grise) sous l'effet de l'élagage synaptique et de la myélinisation qui rendent les processus cognitifs plus performants.

Le cerveau atteint 90 % de sa taille adulte lorsque l'enfant a l'âge de six ans. Ainsi, le cerveau ne se développe plus beaucoup en taille au cours de l'adolescence. Cependant, les « plis » du cerveau, nommés gyrus ou circonvolution cérébrale, se complexifient jusqu'à la fin de l'adolescence. Ce processus porte le nom de « gyrification ». Les changements les plus importants dans les gyrus au cours de cette période se produisent dans les régions du cortex qui sont responsables des traitements de l'information cognitive et émotionnelle.

#### Élagage synaptique et myélinisation
Au cours de l'adolescence, la quantité de matière blanche dans le cerveau augmente de façon linéaire, alors que la quantité de matière grise quant à elle suit une courbe en U inversé. Par le processus d'élagage synaptique, les connexions neuronales non utilisées sont éliminées et la quantité de matière grise diminue par épuration. L'élagage synaptique et la perte de matière grise ne signifient pas que le cerveau perde de la fonctionnalité. Au contraire, il devient de plus en plus efficace en raison de la réduction des réseaux inutilisés,. Ainsi, le cerveau de l'adolescent perd des connexions neuronales, mais les connexions restantes sont plus fortes, plus stables et plus efficaces. Elles sont renforcées grâce aux apprentissages et à l'expérience, et serviront toute la vie. Il est possible cependant qu'un élagage synaptique dysfonctionnel puisse expliquer que des troubles psychiatriques, en particulier la schizophrénie et l'autisme, semblent se mettre en place à l'adolescence,,.

Cortex préfrontal (gauche).

L'élagage synaptique touche d'abord les fonctions de base, tels que les aires motrices et sensorielles. Les aires corticales impliquées dans les processus plus complexes ont un élagage plus tardif dans le développement. Cet élagage plus tardif touche surtout les régions latérales et le cortex préfrontal. Le cortex préfrontal est impliqué dans la prise de décision et le contrôle cognitif, ainsi que d'autres fonctions cognitives supérieures. Au cours de l'adolescence, la myélinisation et l'élagage synaptique dans le cortex préfrontal augmentent, améliorant l'efficacité du traitement de l'information ; les connexions neuronales entre le cortex préfrontal et d'autres régions du cerveau sont renforcées. Cela conduit à une meilleure évaluation des risques et des avantages, ainsi que l'amélioration du contrôle des impulsions.
Plus précisément, le développement du cortex préfrontal dorsolatéral est important pour le contrôle des impulsions, le maintien de l'attention pendant une longue tâche, la résolution de problèmes ou encore la planification — dans ce cas, il s'agit de certaines fonctions exécutives. Le cortex préfrontal ventromédian est important pour la prise de décision. Le cortex orbitofrontal diffère du cortex dorsolatéral qui lui est contigu, quant à sa biochimie, son architecture neurale, sa connectivité et ses fonctions : il est important pour évaluer les avantages et les risques ; il est lié aux fonctions exécutives en lien avec l'hémisphère droit. Cette partie du cortex joue un rôle essentiel sur les conduites sociales et morales.

#### Neurotransmetteurs

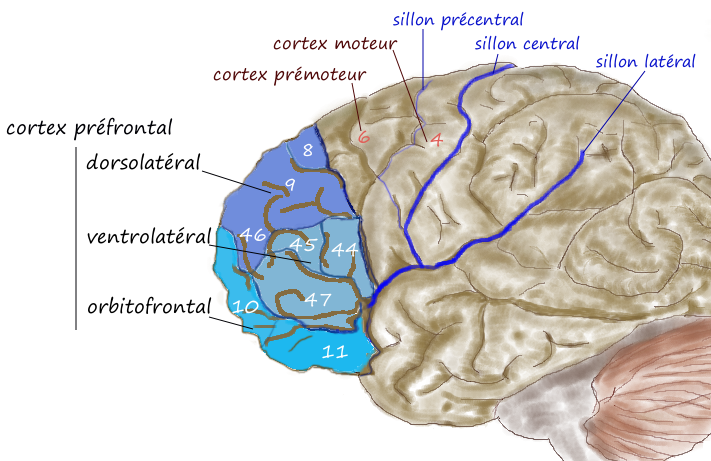
Anatomie du cortex préfrontal : zone dorsolatérale (en haut), ventrolatérale (en dessous) et orbitolatérale (en bas).

Trois neurotransmetteurs ayant un rôle important sur les comportements et l'équilibre psychologique voient leur équilibre se modifier durant le développement du cerveau de l'adolescent : le  glutamate, la dopamine et la sérotonine.
Le glutamate est un neurotransmetteur excitateur. Lors de l'élagage synaptique qui se produit au cours de l'adolescence, la plupart des connexions neuronales qui sont élaguées contiennent des récepteurs de glutamate ou d'autres neurotransmetteurs excitateurs. De ce fait, vers le début de l'âge adulte, l'équilibre synaptique est plus inhibiteur qu'excitateur.
La dopamine est associée au plaisir, à l'adaptation à l'environnement lors de la prise de décision, à l'addiction aux drogues et à d'autres stimuli. Au cours de l'adolescence, les niveaux de dopamine dans le système limbique augmentent et l'entrée de la dopamine dans le cortex préfrontal est plus importante. L'équilibre des neurotransmetteurs excitateurs et inhibiteurs et l'augmentation de l'activité de la dopamine dans l'adolescence peuvent avoir des implications sur la prise de risque et la vulnérabilité à l'ennui.
La sérotonine est un neuromodulateur impliqué dans la régulation de l'humeur et du comportement. Le développement du système limbique joue un rôle important dans la détermination des récompenses et punitions et dans le traitement de l'expérience émotionnelle et de l'information sociale. Les changements dans les niveaux de neurotransmetteurs dopamine et sérotonine dans le système limbique rendent les adolescents plus émotifs et plus sensibles aux récompenses (au sens psychologique du mot, cf. béhaviorisme) et au stress. L'augmentation correspondante de la variabilité émotionnelle peut également augmenter leur vulnérabilité. L'effet de la sérotonine n'est pas limité au système limbique. Plusieurs récepteurs de la sérotonine voient leur expression génique changer de façon spectaculaire au cours de l'adolescence, en particulier dans les cortex frontal et préfrontal.

## Développement cognitif
L'adolescence est une période de développement cognitif rapide. L'un des fondateurs de la psychologie du développement, le psychologue suisse Jean Piaget, décrit l'adolescence comme la période de la vie où les pensées de l'individu commencent à prendre une forme plus abstraite et où les pensées égocentriques diminuent. Cela permet à l'individu de penser et de raisonner selon une perspective plus large.

### Fonctions exécutives
Les changements biologiques dans la structure du cerveau et de la connectivité à l'intérieur du cerveau interagissent avec l'expérience acquise qui s'accroît, les connaissances et les nouvelles exigences sociales, qui ensemble produisent une croissance cognitive rapide. Depuis le début des années 2000, des données longitudinales utilisant l'imagerie par résonance magnétique indiquent que le développement du cerveau continue sa myélinisation, processus impliquant un accroissement de la substance blanche, jusque vers l'âge de 20 ou 25 ans, (voir détails section précédente). Or ce sont surtout les zones préfrontales qui se développent le plus tardivement. Une combinaison d'études basées sur les comportements et sur l'imagerie par résonance magnétique fonctionnelle (IRMf) a démontré que le développement des fonctions exécutives, c'est-à-dire des compétences cognitives qui permettent le contrôle et la coordination de la pensée et du comportement, sont généralement associés au cortex préfrontal. Ces fonctions exécutives continuent leur développement durant l'adolescence, ce qui peut expliquer les améliorations observées dans plusieurs domaines cognitifs liés aux fonctions exécutives :
- Attention : On constate des améliorations dans l'attention sélective, processus par lequel on se concentre sur un seul stimulus pendant le paramétrage d'une autre. L'attention divisée, capacité à prêter attention à deux ou plusieurs stimuli en même temps, s'améliore également[42],[43],[39].
- Mémoire : Des améliorations sont observées dans la mémoire de travail et la mémoire à long terme[44],[45],[39].
- Vitesse de traitement : Elle s'améliore très nettement entre l'âge de cinq ans et le milieu de l'adolescence. Elle se stabilise vers 15 ans[46].
- Organisation ou planning[39].
- Métacognition : Les adolescents sont de plus en plus conscients de leurs processus de pensée et peuvent utiliser des stratégies pour réfléchir ou encore mémoriser, et ce, de manière plus efficace[47],[39].

### Pensée abstraite et formulation d'hypothèses
Jean Piaget a observé que la pensée des adolescents est moins liée aux événements concrets que celle des enfants : ils peuvent raisonner sur, ou imaginer, des possibilités en dehors du monde réel et concret. Ainsi, vers 11 ou 12 ans, les compétences s'améliorent dans le domaine du raisonnement déductif, qui mène à l'élaboration du raisonnement hypothético-déductif, base de la pensée scientifique. L'adolescence marque l'entrée dans le stade du raisonnement formel, ou stade formel, dernier des stades dans le développement du raisonnement d'après le modèle des paliers d'acquisition de Piaget,.
La pensée formelle permet à l'adolescent de traiter l'information plus complexe avec plus de souplesse. Ce type de pensée lui permet de mieux planifier, d'envisager l'avenir, les conséquences éventuelles d'une action. Cette pensée permet également d'envisager plusieurs explications possibles aux événements. Les adolescents développent aussi une compréhension plus complexe de la probabilité. Cette capacité à raisonner permet à l'adolescent d'éprouver des émotions nouvelles et plus complexes sur des principes, comme s'enthousiasmer pour des idéaux (la liberté, par exemple) et se mettre à détester d'autres catégories abstraites (l'exploitation, par exemple),.
Des recherches ultérieures ont remis en question certains aspects du modèle de Piaget,. En particulier, il semble que plus d'un tiers à la moitié des jeunes de 15 ans et des adultes ne développent pas un raisonnement abstrait tel que décrit par Piaget,. La pensée formelle dépend d'un apprentissage et ne s'observe pas dans toutes les cultures. Il est reproché au modèle de Piaget de n'avoir pas suffisamment pris en compte des progrès cognitifs en matière de métacognition, qui est la possibilité de « penser à ce que l'on pense »,.

### Compréhension des allégories et de la littérature

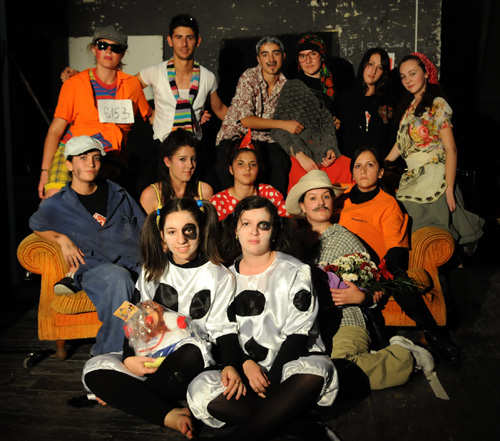
Le jeu théâtral chez un groupe d'adolescents.

L'entrée dans le stade formel, ou pensée abstraite, a des conséquences sur la communication verbale et la compréhension. Les adolescents comprennent mieux que les enfants la logique inhérente à certains jeux de mots, proverbes, métaphores et analogies, car ils comprennent mieux la façon dont le langage peut être utilisé pour transmettre des messages multiples, comme dans la satire et le sarcasme (souvent, les enfants de moins de neuf ans ne peuvent pas comprendre le sarcasme),. Ainsi les adolescents peuvent comprendre une allégorie ; ils peuvent mieux comprendre la portée des œuvres littéraires dont ils peuvent trouver les significations symboliques, cachées et plus riches,.

### Métacognition
Les adolescents développent la capacité cognitive de réfléchir sur la pensée elle-même : la métacognition,, qui peut être décrite comme la capacité d'observer et de prendre conscience de ses activités cognitives au cours du processus de réflexion. L'amélioration de la connaissance de ses schémas de pensée conduit l'adolescent à un meilleur contrôle de soi et à des manières d'apprendre plus efficaces. La métacognition a également des implications sur la cognition sociale, résultant en une augmentation de l'introspection, de la conscience de soi, et l'intellectualisation (au sens de réfléchir à ses pensées et non au sens freudien de mécanisme de défense). Les adolescents sont beaucoup mieux en mesure que les enfants de comprendre que les gens n'ont pas le contrôle complet de leur activité mentale,.
Liée à la métacognition et à la pensée abstraite, la prise de perspective implique une théorie de l'esprit plus sophistiquée,. Les adolescents peuvent désormais comprendre un point de vue social : comprendre comment les pensées ou les actions d'une personne peuvent influencer ceux d'une autre personne, même s'ils ne sont pas impliqués directement et personnellement dans l'interaction,.

### Pensée égocentrique
Malgré les progrès des processus cognitifs, la pensée de l'adolescent reste immature à certains égards. Le psychologue spécialiste de l'enfance David Elkind a décrit certains comportements immatures de l'adolescent en les mettant en lien avec la persistance de l'égocentrisme qui est caractéristique de la pensée de l'enfant. Cet égocentrisme s'explique par le manque d'expérience de l'adolescent, y compris le manque d'expérience avec ses nouvelles capacités cognitives. Plusieurs comportements égocentriques sont typiquement observés à l'adolescence, selon Elkind :   
- l'illusion d'invincibilité : se croire à l'abri des dangers (ex. : avoir des rapports sexuels non protégés)[54] ;
- la fable personnelle : croire qu'on aura un destin privilégié, extraordinaire (ex : être convaincu de devenir une célébrité internationale)[54] ;
- le public imaginaire : être convaincu que des gens s'intéressent à soi comme ils le feraient pour eux-mêmes (ex. : être convaincu que tout le monde remarque un bouton sur la figure)[54] ;
- indécision : ne pas pouvoir prendre une décision sur un problème peu important (ex. : ne pas pouvoir décider quels vêtements porter pour aller à l'école)[54] ;
- hypocrisie apparente : prôner certaines valeurs mais agir à l'encontre de celles-ci (ex. : se dire écologiste mais ne pas se soucier de la pollution pour sa consommation ou ses déplacements personnels)[54].

### Pensée critique
Par rapport aux enfants, les adolescents sont plus susceptibles de questionner les assertions d'autrui, et moins susceptibles d'accepter les faits comme des vérités absolues. Grâce à leurs expériences hors du cercle familial, ils apprennent que les règles qui leur semblaient absolues sont en effet relatives. Ils commencent à faire la différence entre les règles instituées par le bon sens commun (par exemple, pour éviter un danger mortel) et celles qui sont basées sur des normes culturelles (codes de l'étiquette, par exemple ne pas avoir de petit(e) ami(e) avant un certain âge), une distinction que les jeunes enfants ne font pas. Cela peut conduire à une période de remise en question de l'autorité dans tous les domaines.

### Sagesse
La sagesse, ou la capacité de compréhension et le jugement, se développent grâce à l'expérience au cours de l'adolescence. La notion de sagesse est cependant difficile à définir et reste relativement peu explorée en psychologie expérimentale. Elle a commencé à faire l'objet de recherches systématiques vers les années 1990. Selon le modèle de Baltes, la sagesse, tout comme les expériences apprises, les connaissances et l'expertise, sont des habiletés pragmatiques témoignant d'une intelligence pragmatique, qui augmentent avec l'âge tout au long de la vie.

### Conduites à risque
Parce que la plupart des décès et des blessures subies par les adolescents sont liés à des comportements à risque (accidents de voiture, consommation excessive de substances toxiques, rapports sexuels non protégés), beaucoup de recherches sont menées sur les processus cognitifs et émotionnels sous-jacents aux conduites à risques de l'adolescent.
La théorie de la prise de décision comportementale a longtemps proposé que les adolescents comme les adultes évaluent de manière identique les bénéfices et les conséquences d'une action, sur des bases cognitives similaires. Cependant, les recherches ultérieures ont nuancé cette proposition. Des recherches suggèrent que sous l'effet de processus émotionnels (« hot cognition »), les récompenses, en particulier les récompenses sociales, semblent prendre plus de poids dans la décision chez les adolescents. Des résultats de la recherche sur le sujet suggèrent également que les adolescents et les adultes réfléchissent aux risques de façon similaire, mais que leurs valeurs sont différentes, les faisant arriver à des conclusions différentes. La recherche indique également que le niveau de base de la recherche de sensations change et peut influer sur les comportements à risque tout au long de la durée de vie,.

### Inhibition
En lien avec leur plus forte tendance à la prise de risque, les adolescents montrent une inhibition comportementale perturbée, y compris des déficits dans l'extinction de l'apprentissage (extinction ou la diminution de la fréquence d'un comportement lorsque cessent les récompenses, selon la théorie béhavioriste), : ils sont moins susceptibles d'inhiber les actions qui peuvent avoir des résultats négatifs dans le futur,.
Ce phénomène a des conséquences sur les comportements à risque tels que les rapports sexuels non protégés ou l'usage de drogues,.
Ce phénomène a également des conséquences pour les traitements comportementaux reposant sur le principe de l'extinction, tels que les thérapies comportementales basées sur l'exposition aux indices (cue exposure) contre l'anxiété ou l'addiction,. Il a été suggéré que l'altération de l'inhibition, plus précisément de l'extinction, peut aider à expliquer la propension des adolescents à rechuter dans la recherche de drogues malgré un traitement comportemental préalable contre la toxicomanie,.

## Développement du langage et des connaissances

### Augmentation des connaissances

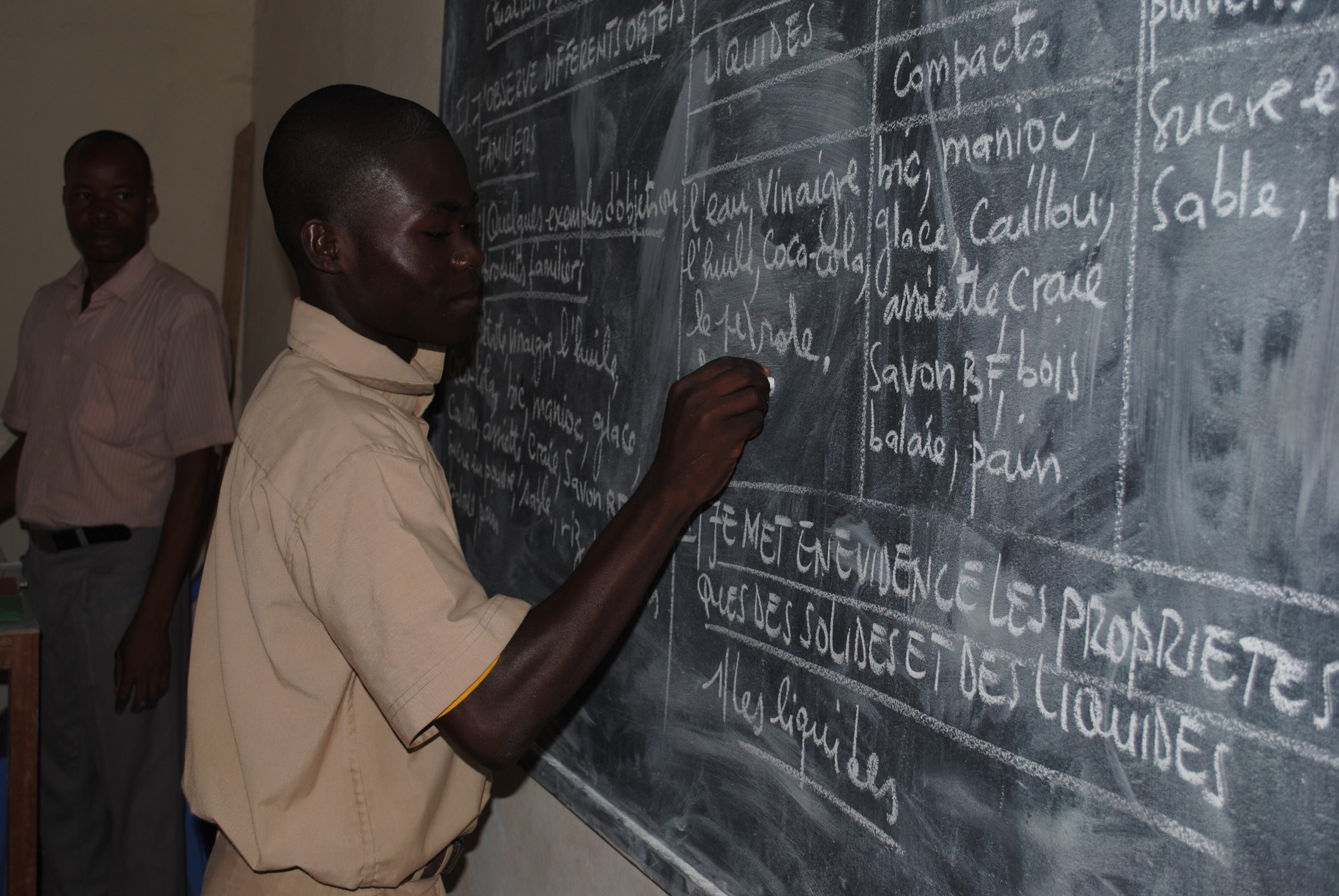
L'accroissement des connaissances chez les adolescents. Ici : un collégien en classe à Abidjan, Côte d'Ivoire.

Les chercheurs qui étudient le traitement de l'information chez les adolescents font la distinction entre les modifications structurelles et les modifications fonctionnelles. Les capacités fonctionnelles sont les opérations cognitives qui visent à traiter l'information, l'obtenir, la gérer, la stocker (la vitesse de traitement de l'information, les fonctions exécutives, la métacognition, décrites en section précédente). Les modifications structurelles concernent l'accroissement des connaissances stockées en mémoire à long terme ainsi que l'amélioration de la capacité de la mémoire de travail, laquelle permet de stocker plus d'information pour résoudre des problèmes de plus en plus complexes.
Sur le plan des connaissances, l'information en mémoire est décrite en fonction de ses formes : la mémoire déclarative ou connaissance déclarative, cet ensemble étant constitué du savoir de type factuel, tel qu'une date historique, un nom, une table de multiplications ; la mémoire procédurale ou connaissance procédurale — c'est-à-dire, de manière générale, le savoir-faire, comme savoir utiliser un ordinateur, savoir sauter en hauteur ou savoir poser une division — ; et enfin la connaissance conceptuelle, ce domaine englobant la compréhension de situations et concepts abstraits, comme le fait que si « a + b = x », alors « a + b + c = x + c ». Ces trois formes de connaissance s'accroissent durant l'adolescence.

### Amélioration des habiletés linguistiques et métalinguistiques
L'acquisition du langage humain se déroule surtout durant la jeune enfance, mais l'adolescent continue son développement langagier sur certains aspects en lien avec sa maturation émotionnelle, sociale et cognitive. Son langage contient plus de mots abstraits (justice, liberté, etc.) et de relations logiques (probablement, mais, etc.), permettant les discussions autour de raisonnements et de concepts abstraits. Grâce au développement de la métacognition, il utilise le langage comme un élément de réflexion, en particulier en faisant des jeux de mots : il s'agit d'une maîtrise métalinguistique. La meilleure compréhension du point de vue de l'autre lui permet d'améliorer ses capacités à convaincre et argumenter.

### Dialectes
Dans leurs relations avec leurs pairs, les adolescents aiment parler un langage différent, utilisant des mots spécifiques, voire un dialecte (appelé aussi plus spécifiquement un sociolecte ou dialecte social). À propos des dialectes adolescents, le linguiste canadien Marcel Danesi parle de « pubilecte » pour désigner un dialecte social de la puberté.

## Développement moral
L'adolescence, en permettant à l'enfant de raisonner sur des principes abstraits et sur des informations plus complexes, voit le développement de raisonnements plus complexes sur les questions de jugement moral.

### Perspective cognitive de Jean Piaget

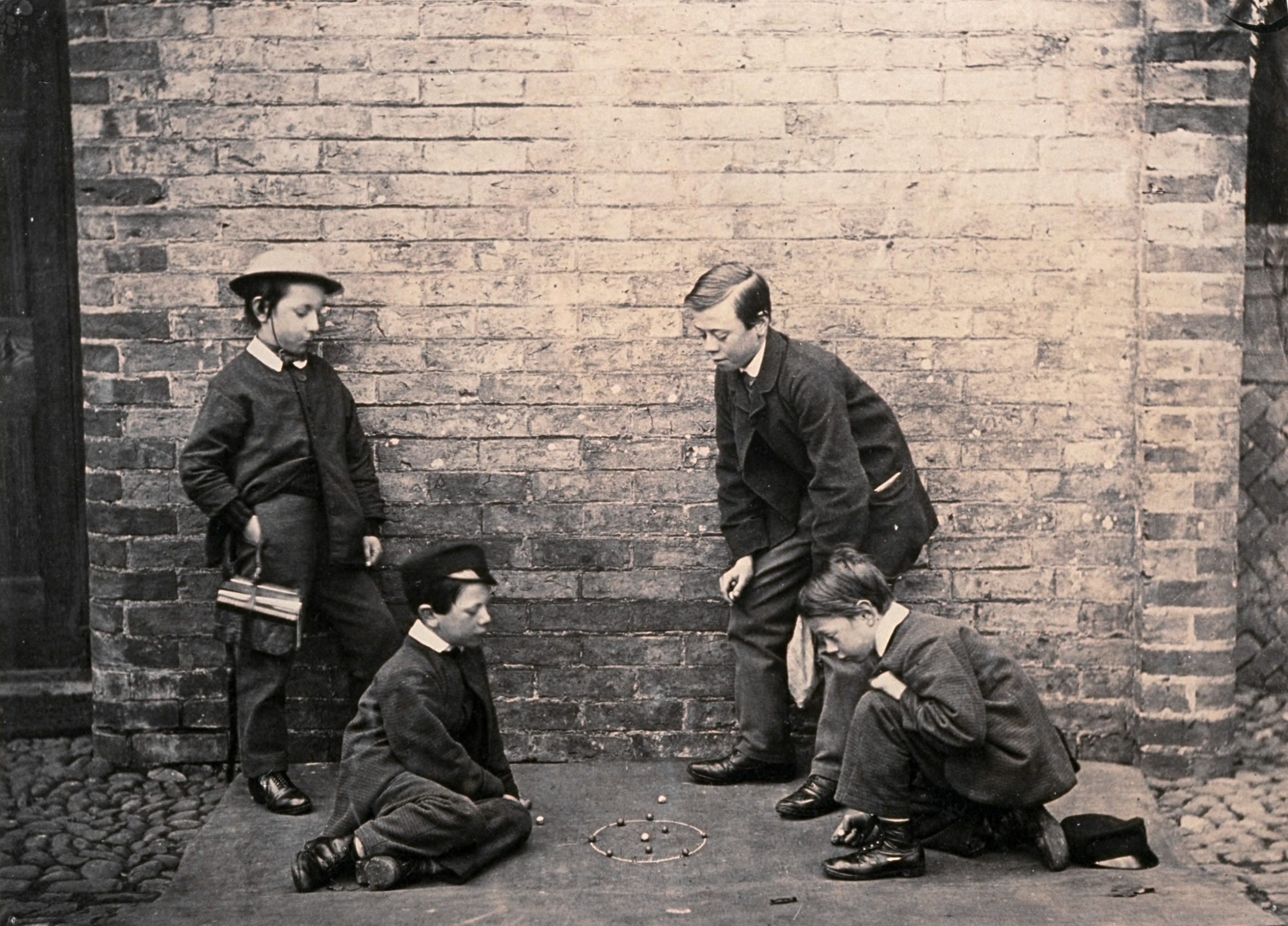
Groupe de garçons jouant aux billes vers 1850.

Dans une perspective cognitive, Jean Piaget a étudié les réponses d'enfants et d'adolescents à des questions de jugement moral durant des jeux portant sur des objets physiques (par exemple, un jeu de billes avec des règles à suivre). Piaget a observé des enfants dans une situation standardisée et leur a posé des questions sur la situation et leurs pensées en rapport avec la situation, par exemple sur l'importance d'obéir à la règle. Tout comme il l'a fait pour modéliser le développement de l'intelligence et du raisonnement, Piaget a fait l'hypothèse que le jugement moral de l'enfant se construit (c'est pourquoi on parle de théorie constructiviste) et passe d'une étape à une autre en s'appuyant sur les habiletés cognitives construites durant la précédente étape. Il s'agit d'une théorie en stades ou paliers d'acquisition.
Au premier stade, jusqu'à 5 ans, les enfants ont peu de compréhension des règles et autres aspects de la moralité. De 5 à 10 ans, la moralité est dite hétéronome ou réaliste. Les enfants pensent qu'il faut suivre les règles imposées de manière externe quelles que soient les circonstances. Ils croient que la punition doit infliger du mal (« punition expiatoire »). Ils aiment l'idée de justice et croient en une justice immanente (une espièglerie et un méfait seront forcément punis d'une manière ou d'une autre). Après 10 ans, la moralité est autonome ou relative. L'enfant puis l'adolescent pensent de manière plus flexible ; ils comprennent que les règles viennent de personnes et que les personnes ont différents standards. Ils comprennent que certaines règles peuvent parfois être violées (par exemple, pour sauver la vie d'une personne). Des changements fondamentaux se produisent sur le plan de la compréhension de la morale. Le mal est défini non seulement par les conséquences d'une action mais surtout par les mauvaises intentions de la personne. De plus, l'enfant et l'adolescent croient à la réciprocité dans la punition (remplaçant la notion de punition expiatoire) : une punition doit être proportionnelle à l'infraction. Enfin, ils ne croient plus en une justice immanente car ils savent que certaines infractions restent impunies. Le modèle de Piaget  sera critiqué sur différents points : il renseigne peu sur l'influence de l'environnement et des parents en particulier ; il néglige les conduites qui diffèrent significativement des pensées (ce qui sera étudié par les théoriciens de l'apprentissage social) ; le développement du jugement moral n'est pas définitif vers 10 ans, mais continue et se complexifie à l'adolescence et au début de l'âge adulte. Cependant, le modèle a des points forts. Le passage au relativisme moral typique de l'adolescence occidentale a été validé par les recherches ultérieures.

### Perspective cognitive de Kohlberg

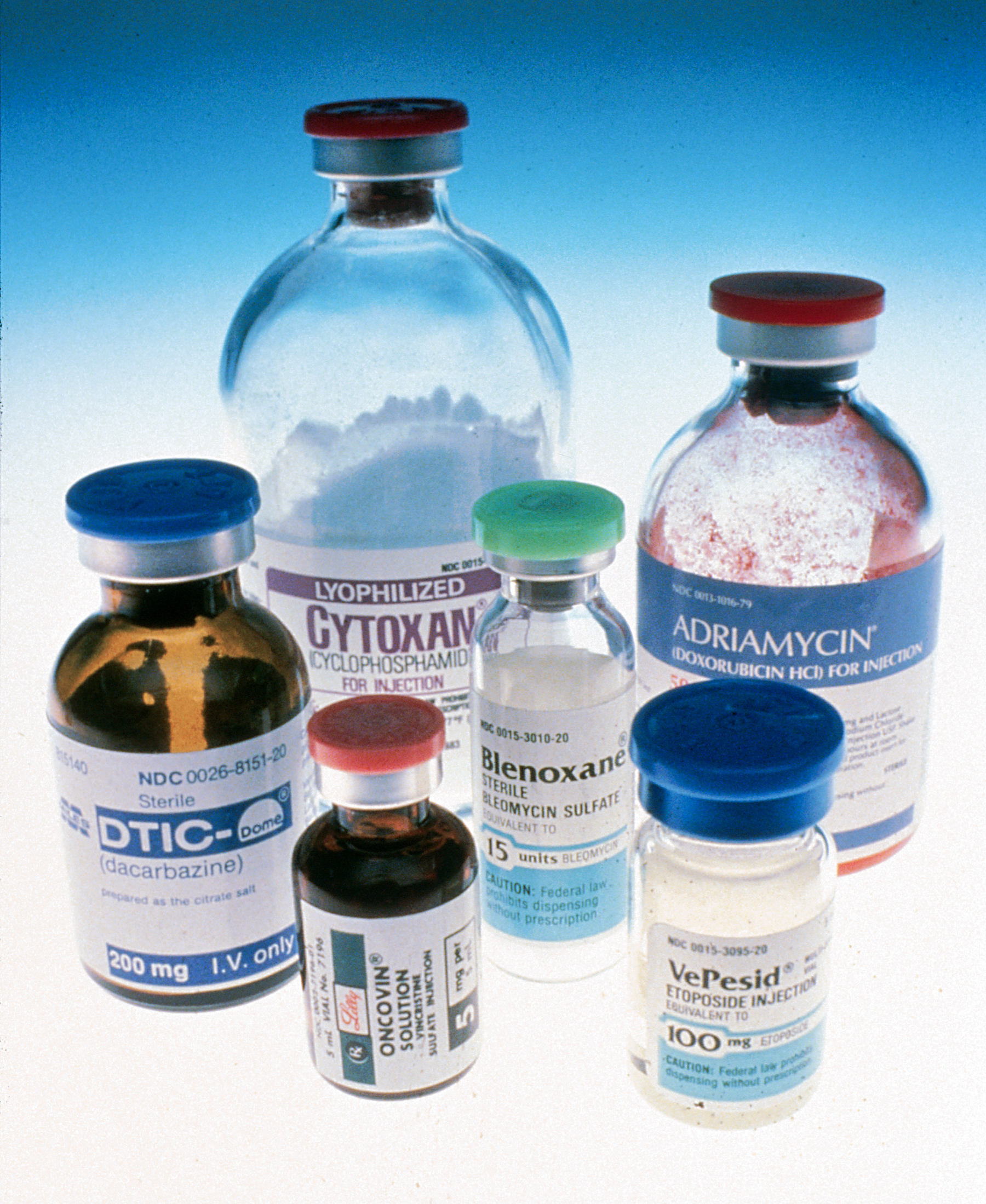
Le dilemme de Heinz : Voler un médicament pour sauver la vie d'une personne est-il acceptable ?

Lawrence Kohlberg, s'inspirant des travaux de Jean Piaget, a mis au point des techniques pour étudier le développement du jugement moral de l'enfance à l'âge adulte. Kohlberg a mis au point des expériences dans lesquelles il s'intéressait non pas aux performances des sujets, mais plutôt au raisonnement conduisant à la réponse. Il a conçu des dilemmes moraux hypothétiques et a soumis des enfants, des adolescents et des adultes à ces dilemmes, en leur demandant qui avait tort ou raison dans la situation donnée, et pourquoi (par exemple, le dilemme de Heinz qui détaille l'histoire d'un homme dont la femme est atteinte d'une maladie grave mais qui n'a pas les moyens de payer son traitement).
Certains adolescents et adultes ne dépassent pas le niveau I dit de morale pré-conventionnelle : ils ne se préoccupent que des conséquences de leurs actes en fonction de leurs intérêts personnels (éviter la punition par exemple). La plupart des adolescents atteignent un niveau II dit de morale conventionnelle ; ce niveau est composé des stades 3 et 4. Au stade 3, le sujet montre qu'il cherche à évaluer une action en rapport avec l'impact sur les autres, pour plaire aux autres, pour les aider ; le maintien d'une bonne relation aux autres et de l'approbation des autres est essentiel. Au stade 4 (qui est moins courant), le jeune pense que le respect de la loi aide à préserver l'ordre social et tout acte qui viole la loi est mauvais, peu importe le motif. Le niveau III, la morale post-conventionnelle, se base uniquement sur des principes ; ce niveau est composé des stades 5 et 6. Au stade 5, l'individu comprend que la loi doit être respectée dans l'intérêt de l'ordre social mais comprend aussi qu'il peut y avoir des conflits individuels entre les besoins de l'individu et la loi. Alors que l'adolescent développe de nouvelles opinions morales, peu atteignent le stade 6, celui d'une morale basée sur des principes éthiques universels, des valeurs partagées comme les droits de l'homme, qui repose sur des principes intériorisés. La loi est alors perçue non pas comme fixe mais comme relative,. Ainsi, le développement moral se construit, selon Kohlberg, à mesure que s'enrichit la compréhension du monde social.
Le modèle de Kohlberg a été critiqué sur différents aspects : des enfants plus jeunes possèdent des compétences morales implicites qui ne sont pas mesurées par cette approche ; les stades ne sont pas nettement délimités ; le modèle n'est pas validé sur des populations non occidentales où certaines valeurs sont différentes ou ont une hiérarchie différente ; l'impact des parents et des pairs n'est pas suffisamment pris en compte par cette théorie ; les échelles de Kohlberg n'ont été validées que sur des individus de sexe masculin,. Ce modèle a donc évolué.
Ainsi le psychologue David Moshman, suivant lui une perspective théorique proche de Piaget (dite néo-piagétienne), pense que les enfants suivent implicitement des principes généraux (des méta-lois) qui ont valeur de lois morales. Devenues objets de réflexion, elles sont donc explicites, c'est-à-dire pensées de manière consciente, durant l'adolescence et le passage à l'âge adulte,.

### Théories de l'apprentissage social du jugement moral

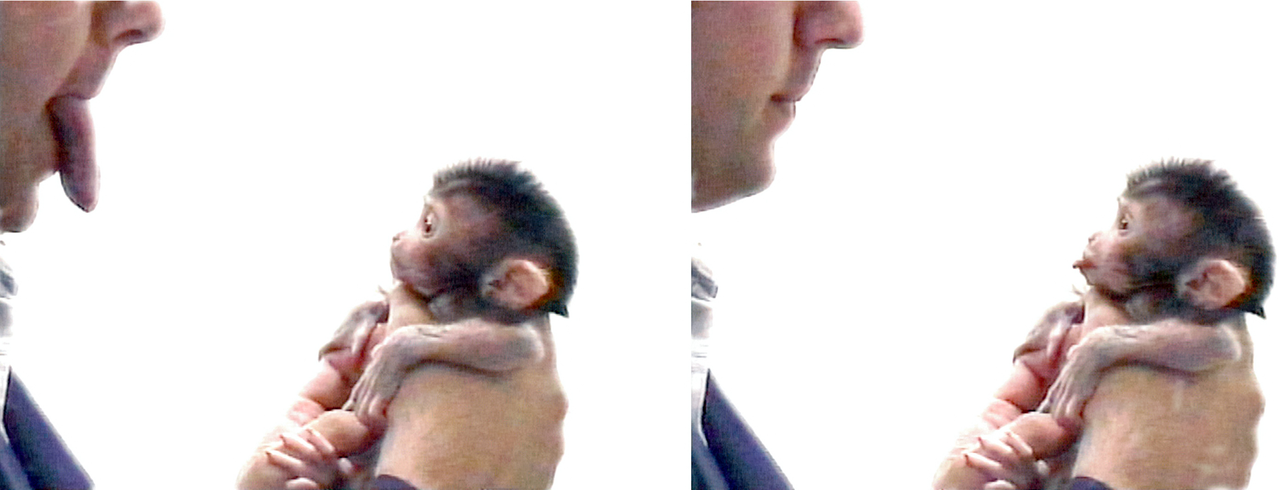
Comportement d'imitation d'un nouveau-né macaque rhésus.

Le psychologue Albert Bandura propose une approche différente de celle des cognitivistes. S'inspirant du béhaviorisme, il remarque que deux types d'expériences influencent le développement des conduites morales. D'une part, l'apprentissage peut être direct lorsque des récompenses ou punitions résultent directement d'une conduite morale ou non morale. D'autre part, il étudie particulièrement l'apprentissage par observation qui se produit lorsque l'enfant apprend des comportements en observant leurs conséquences. Ainsi des comportements récompensés sont imités tandis que des comportements punis sont beaucoup moins souvent imités.
Tandis que les jeunes enfants sont très sensibles à ces récompenses et punitions externes, l'enfant plus âgé et l'adolescent développent un contrôle interne, une auto-régulation dans laquelle les comportements sont récompensés par un sentiment positif lorsqu'ils ont bien agi (cf. auto-efficacité) et un sentiment négatif (un sentiment d'échec par exemple) lorsqu'ils ont mal agi. Ainsi les progrès que font les adolescents s'expliquent par l'expérience accrue à des modèles, les attentes plus élevées des adultes envers les enfants plus âgés, une meilleure capacité à inférer les états subjectifs dans des situations données, l'amenuisement de l'effet de saillance des conséquences (les punitions ou les récompenses semblent de moins en moins importantes), et l'analyse de plus en plus raffinée des critères moraux,. Ce modèle prend également en compte le fait que les inconsistances sont détectées chez les personnes qui requièrent des autres une bonne moralité mais peu d'elles-mêmes : l’hypocrisie est détectée. Ces modèles internalisés permettent à l'adolescent de se dégager des récompenses et punitions et de l'autorité extérieure. L'idée est comparable à ce que Freud nomme le Surmoi (cf. section suivante), à la différence que l'enfant peut avoir plusieurs modèles, et non pas seulement le parent du même sexe.
Cette théorie, mieux que ne le fait le cognitivisme, explique les inconsistances entre les conduites morales selon les situations car elle prend en compte la situation qui influence le processus de pensée et de décision (par exemple, laisser passer un piéton un jour, mais pas une autre fois). Cependant l'approche a ses limites. Parce que l'approche s'intéresse surtout aux comportements, elle explique mal le développement des notions de morale de niveau abstrait (par exemple, la justice), du développement identique de la moralité chez des personnes différentes ou du développement à long terme, car les expériences menées se situent dans la perspective du court terme. L'approche néglige le côté cognitif du jugement moral étudié par Piaget et Kohlberg ainsi que le côté affectif étudié par Freud.

### Influence des parents et des pairs sur le développement du jugement moral
Le fondateur de la psychanalyse, Sigmund Freud, se basant sur les souvenirs rapportés par ses patients, a supposé que la moralité se développe sur la base du Surmoi, vers l'âge de 5 ou 6 ans, par le processus de résolution du complexe d'Œdipe par l'identification au père, pour les garçons, et par la résolution du complexe d'Électre et l'identification à la mère, chez les filles. Les résultats scientifiques ultérieurs ont contredit certains aspects spécifiques de ce modèle. Par exemple, plutôt que vers 5 ans, c'est entre 10 et 16 ans, durant l'adolescence, que les principaux changements dans le jugement moral semblent se produire. Cependant, ses hypothèses de base se sont avérées correctes : les parents ont une forte influence sur le développement de la moralité et de nombreuses valeurs morales sont acquises précocement durant l'enfance. Les parents au style parental démocratique permettent à leurs enfants de réfléchir sur la morale plutôt de l'imposer et sont plus susceptibles d'avoir des enfants et des adolescents montrant des comportements prosociaux, comparés aux parents de style autoritaire.
Les pairs ont aussi une influence dans ce domaine. Le fait d'avoir de bons amis intimes et d'être perçu comme un leader est associé à un jugement moral plus élevé,.

### Raisonnement et comportement moral prosocial et altruiste

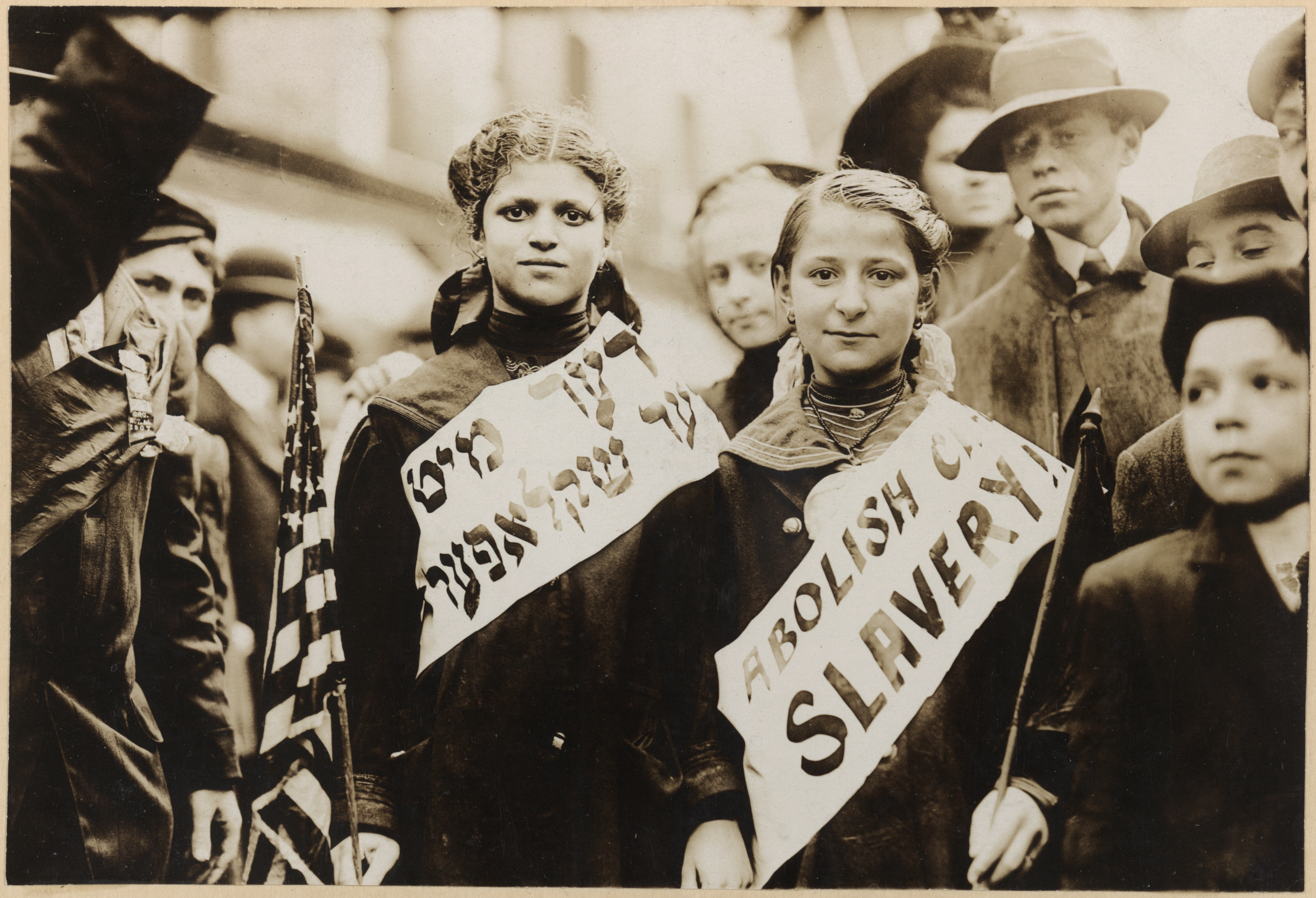
Une adolescente (à gauche) manifestant pour l'abolition de l'esclavage des enfants.

Le raisonnement moral prosocial est « un type de raisonnement qui renvoie aux dilemmes moraux où, dans des situations où les règles ou les normes sociales sont floues ou inexistantes, les besoins et les désirs d'un individu sont en conflit avec ceux des autres. » Le raisonnement et les comportements prosociaux et altruistes des enfants et des adolescents ont été très étudiés par la psychologue Nancy Eisenberg. Elle a démontré que les comportements prosociaux augmentent considérablement entre l'enfance et l'adolescence, surtout chez les filles. L'environnement perçoit les filles comme plus prosociales et plus empathiques que les garçons ; les parents de filles insistent plus sur les responsabilités prosociales de leurs enfants ou adolescentes que les parents de garçons.
Comme évoqué dans la section précédente, le style parental démocratique s'accompagne de comportements prosociaux plus fréquents chez l'adolescent, comparé au style parental autoritaire.

### Neurosciences du développement du raisonnement moral
Un cortex frontal intact permet la prise de décision en particulier dans les situations engageant les relations interpersonnelles et les comportements moraux et prosociaux. Les tâches de raisonnement moral engagent les lobes préfrontaux et les régions cérébrales du « cerveau social »,.

## Période d'orientation scolaire et professionnelle

### Réussite ou échec scolaire en secondaire
Certains facteurs influençant la réussite scolaire de l'adolescent sont identiques à ceux trouvés chez l'enfant plus jeune, à savoir, les pratiques parentales (en particulier le style parental démocratique), le statut socio-économique et la qualité de l'environnement familial. Plusieurs autres facteurs jouent également un rôle, certains étant individuels (sexe, appartenance ethnique, confiance en soi, etc.), d'autres étant sociaux et environnementaux (influence des pairs, qualité de la scolarisation et de l'enseignement).

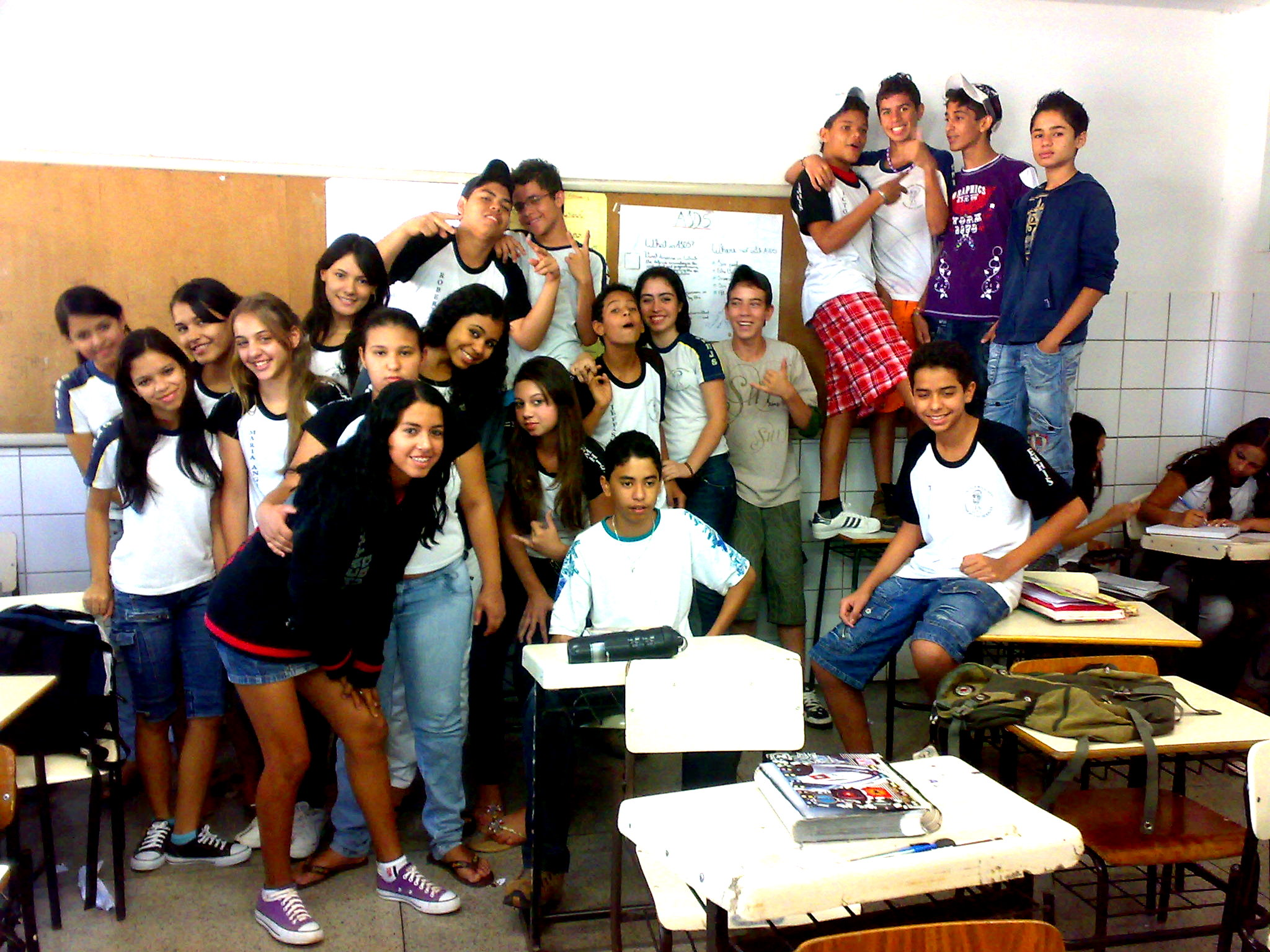
Adolescents au collège.

La motivation intrinsèque est valorisée par l'école en Occident mais elle est insuffisante. L'adolescent doit aussi se sentir en contrôle sur sa réussite et savoir qu'il peut, par ses efforts, améliorer ses performances scolaires. Les élèves qui ont un sentiment élevé d'auto-efficacité sont plus susceptibles de réussir à l'école, ainsi que le révèle la théorie de l'apprentissage établie par le psychologue Albert Bandura. L'engagement cognitif (qualité et degré d'effort mental engagé) est essentiel à la réussite lors des études secondaires. L'auto-discipline est un facteur également important sur la réussite scolaire. Ces facteurs de motivation ne sont pas directement applicables dans des cultures où la pression extérieure est également forte. Dans un pays en voie de développement, la motivation intrinsèque pèse peu de poids lorsque l'enseignement secondaire n'est pas présent ou inadéquat, les adolescents poussés à travailler pour aider leur famille, les filles poussées au mariage précoce et étant parfois interdites de suivre une scolarité dans certaines régions ou sous-cultures,.
Les filles ont en moyenne de meilleurs résultats scolaires pendant l'enfance et cette tendance persiste à l'adolescence. Une étude dans 43 pays industrialisés indique qu'elles ont de meilleurs résultats en lecture que les garçons. Les garçons ont en moyenne de meilleurs résultats en mathématiques et en sciences, mais cette différence est moins prononcée que celle pour la lecture. Les différences entre filles et garçons sont largement étudiées, souvent exagérées et de nombreuses discussions et observations ont été publiées pour tenter d'expliquer ces différences. Elles sont en partie biologiques (visibles en imagerie cérébrale) et en partie environnementales (sociales et culturelles) puisque les manières de traiter les filles et les garçons diffèrent en fonction des attentes des enseignants,.
La qualité de l'enseignement et celle de l'école jouent également un rôle important sur la réussite scolaire : milieu ordonné et sécurisé ; ressources matérielles adéquates ; culture de l'école valorisant les études et la croyance que tous les élèves peuvent apprendre ; activités parascolaires intéressantes ; souci et respect des élèves de la part des enseignants,. Les attentes élevées des enseignants ont également un impact positif sur les performances des élèves.
Le décrochage (ou abandon) scolaire représente un risque pour l'adolescent et affecte les garçons dans une proportion beaucoup plus importantes que les filles (environ deux garçons pour une fille au Québec en 2008, par exemple). Sur le plan individuel, le décrochage scolaire entraîne des risques de précarisation et de problèmes de santé, risques d'entrer dans la délinquance, de développer une toxicomanie. Sur un plan social, l'abandon scolaire se traduit par une pression sur les programmes sociaux, un ralentissement économique et une pénurie de main d’œuvre qualifiée.

### Formation professionnelle et entrée dans le monde du travail

Effectifs (en millions) d'enfants et adolescents qui travaillent dans le monde, répartis selon les critères de pénibilité du travail définis par l'OIT (2002).

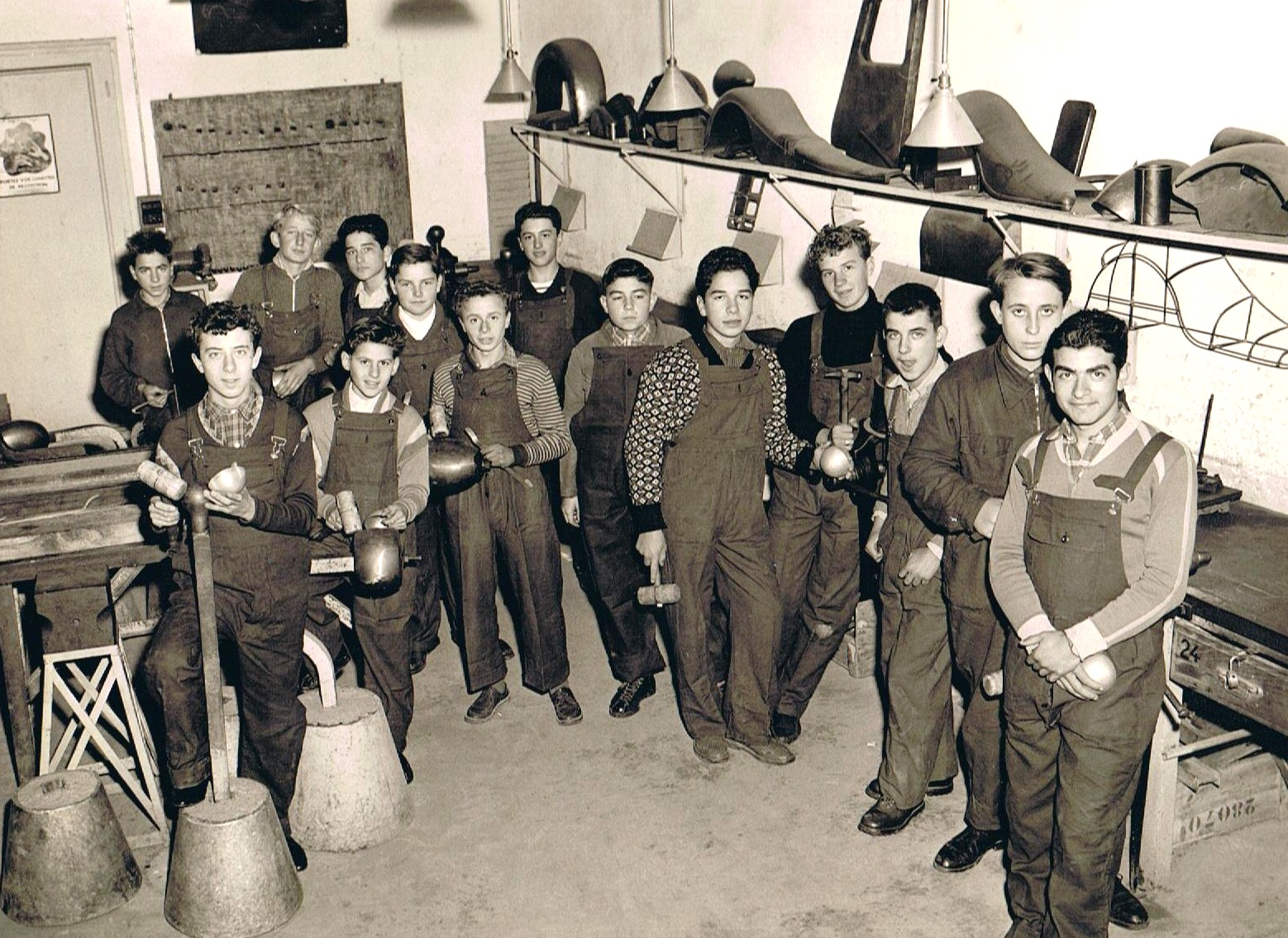
Centre d'apprentissage (France, 1950).

L'adolescence et la fin de la scolarité secondaire correspondent à un choix important pour le jeune : entreprendre des études supérieures ou entrer dans le monde du travail. Les chercheurs en psychologie distinguent deux types de travail chez l'adolescent et le jeune adulte.
L'entrée dans le monde adulte peut être accélérée, ce qui arrive surtout aux adolescents de milieu socio-économique modeste qui cherchent un emploi immédiatement après leurs études secondaires. Cette démarche affecte leurs perspectives d'emploi, salaires et autres facteurs associés, sur le long terme.
Dans un autre cas de figure, l'entrée dans le monde du travail peut être plus progressive et moins intensive, ce qui est surtout le cas de jeunes de milieux plus aisés. Le travail à temps partiel a alors des effets positifs (sur la confiance en soi, l'indépendance et la maturité) sans altérer les résultats académiques,.
Les effets bénéfiques ou négatifs du travail sur les résultats scolaires dépendent donc en partie du nombre d'heures consacrées au travail,. L'entrée dans le monde professionnel peut être progressive et en alternance avec la scolarité. L'Allemagne, comme d'autres pays européens, offre une aide permettant au jeune du secondaire d'aller à l'école à mi-temps et de commencer à exercer un emploi rémunéré supervisé par un mentor (employeur). De nombreux pays offrent des formations professionnelles alternant études et travail et menant à l'obtention de diplômes d'études professionnelles. Ainsi, une large partie des adolescents, au-delà de 14 ans environ, occupe des emplois à temps partiel ou saisonniers à côté de leurs études. De nombreux pays autorisent ce travail rémunéré en dehors de l'école, mais les lois limitent ce travail des enfants et des jeunes adolescents afin d'éviter les abus et l'exploitation de l'enfant (par exemple, les lois sur le travail des adolescents en France).

## Développement de l'identité
L'adolescence étant une période de transition, la quête et le développement de l'identité occupent une place importante dans l'étude de la psychologie de l'adolescent. L'adolescent en effet doit découvrir ses valeurs, ses préférences et ses objectifs dans la vie. La quête d'identité porte par exemple sur les vêtements et l'apparence, mais aussi sur l'orientation scolaire et professionnelle, l'orientation sexuelle, etc,. L'identité, selon Erikson, est « la conception que l'individu a de lui-même, de ses identifications et de ses différents rôles sociaux. »
Plusieurs concepts sont utilisés pour décrire les processus engagés dans la construction de l'identité : le « concept de soi », le sens de l'identité résultant d'une crise d'identité, l'estime de soi. Ces concepts reliés sont utilisés de manière spécifique par les chercheurs et ont une définition précise dans un certain contexte théorique, bien que certains de ces concepts soient passés dans le langage courant.

### Concept de soi (self-concept)
Le concept de soi est la représentation qu'une personne a de qui elle est, de ses opinions, ses croyances, ses qualités, ses rôles, etc. Au début de l'adolescence, les développements cognitifs entraînent une plus grande conscience de soi, une plus grande prise de conscience des autres, de leurs pensées et de leurs jugements, la capacité à réfléchir sur l'abstrait et des possibilités futures, ainsi que la capacité à envisager de multiples possibilités à la fois. En conséquence, les adolescents s'éloignent complètement de l'auto-description simple, concrète et globale typique de jeunes enfants qui se définissent eux-mêmes par leurs traits physiques (exemple : je suis une fille  et je suis brune) : les adolescents se définissent eux-mêmes sur la base de leurs valeurs, pensées et opinions  (exemple : je suis écologiste).
Les adolescents peuvent conceptualiser plusieurs soi-mêmes possibles de ce qu'ils pourraient devenir et imaginer les possibilités et les conséquences à long terme de leurs choix. L'exploration de ces possibilités peut entraîner des changements brusques dans l'auto-présentation dans la mesure où l'adolescent choisit ou rejette des qualités et des comportements, en essayant de guider le soi réel vers un idéal (la personne qu'il souhaite être) et éloigné d'un soi redouté (la personne qu'il ne veut pas être). Pour beaucoup, ces différences entre le réel et l'idéal, et entre le soi désiré et le soi redouté, sont inconfortables, mais elles semblent néanmoins motiver la réussite. Ainsi Erik Erickson, vers 1950, souligne que la crise d'identité (détails ci-dessous) est constructive. Elle n'est pas le propre de l'adolescent, car des questions d'identité peuvent continuer de se poser à l'âge adulte.
Au cours du développement du concept de soi, se produit un phénomène décrit par la psychologue Susan Harter sous le terme de « différenciation ». La différentiation du soi se produit quand l'adolescent reconnaît des influences contextuelles sur son comportement et les perceptions des autres : ses descriptions de lui-même dans différentes situations se complexifient et s'affinent,. La différenciation apparaît entièrement développée en milieu d'adolescence. Avec un pic vers les 7e et 9e années de scolarisation, les traits de personnalité que les adolescents utilisent pour se décrire eux-mêmes se réfèrent à des contextes spécifiques et peuvent donc sembler contradictoires. La reconnaissance des incohérences de contenu dans le concept de soi est une source fréquente de détresse au cours de ces années, mais elle est surmontée en fin d'adolescence,.

### Crise d'identité et sens d'identité (Erikson)
À la différence des aspects conflictuels du concept de soi présentés ci-dessus, l'identité représente un sens cohérent de soi, stable et indépendant des circonstances et inclut les expériences passées et les objectifs futurs. Chaque personne a un concept de soi, mais tout le monde n'atteint pas pleinement une identité, défend Erik Erikson. Ce psychologue théoricien d'inspiration psychanalytique s'est beaucoup intéressé aux questions d'identité en raison de ses expériences interculturelles personnelles et professionnelles. Il a observé de nombreux adolescents perturbés émotionnellement durant ses thérapies. Sa théorie du développement psychologique de l'humain est une des théories majeures du développement psychologique, en particulier du développement émotionnel et social.
Erikson décrit des stades de développement psychosocial qui comprennent des crises à résoudre pour passer à un stade supérieur. Il observe que les adolescents ont trois choix majeurs à effectuer, qui orienteront leur vie adulte : le choix d'une activité professionnelle, le choix d'une identité sexuelle satisfaisante et le choix de valeurs. À l'adolescence survient ainsi la crise d'identité pendant laquelle les adolescents doivent explorer les différentes possibilités et intégrer des différentes parties d'eux-mêmes avant de s'engager envers leurs croyances. Cette phase est celle du « moratoire psychosocial », une période nécessaire pour développer une conception de soi stable. À cette période peut prendre place une confusion, dite « confusion des rôles », qui peut donner l'impression d'un comportement chaotique ; l'intolérance envers les différences culturelles ou les autres cliques ou clans, peut résulter d'un mécanisme de défense contre cette confusion.

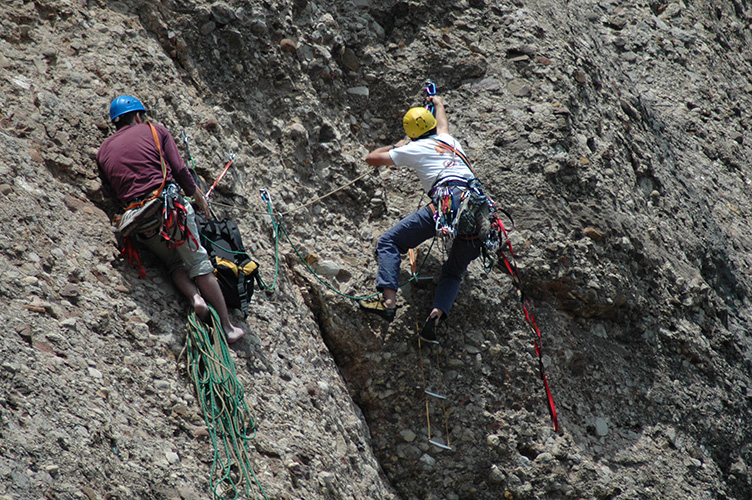
Confiance et loyauté réciproques aident l'adolescent à développer une identité stable.

Erickson décrit la résolution de la crise d'identité comme une phase de « réalisation de l'identité ». Les adolescents qui résolvent la crise d'identité développent une loyauté et une fidélité durable à leurs amis, au groupe dont ils se sentent faire partie (religion, groupe ethnique, parti politique, etc.) et aux valeurs qu'ils ont choisies. Par exemple, une adolescente peut avoir déterminé dans quelle direction professionnelle elle souhaite s'engager et choisir des activités qui l'aident à atteindre cet objectif.
La fidélité est liée à la notion de confiance. Pour l'enfant, il est important de développer une confiance en l'autre ; pour l'adolescent, il devient important de devenir une personne digne de confiance, selon Erikson. Les adolescents étendent leur confiance à de nouvelles personnes, ce qui leur permet de recevoir cette confiance en retour, et de développer leur identité dans ces nouvelles interactions sociales.
Des recherches postérieures aux observations de Erikson valident l'essentiel de ses observations. Elles indiquent que l'introspection (self-examination) commence en début d'adolescence, mais que la réalisation de l'identité survient rarement avant l'âge de 18 ans. La recherche confirme également l'impermanence de ces étapes, le fait qu'il n'y a pas de point final dans le développement de l'identité, que la crise d'identité peut se poursuivre ou réapparaître durant l'âge adulte.

### États identitaires et formation de l'identité (Marcia)
Le chercheur James Marcia a décrit plusieurs états observés chez l'adolescent durant l'étape de formation d'identité et a développé des méthodes pour repérer ces états identitaires,. Ses questions sont divisées en trois catégories : occupation, idéologie et relations interpersonnelles. Le résultat donne une classification de l'adolescent dans une des quatre catégories qui correspondent à des états identitaires (il ne s'agit pas de stades, car il n'y a pas forcément progression d'un état à un autre), : 
- L'identité diffuse : il n'y a ni engagement, ni crise parce que l'adolescent évite de penser sérieusement aux possibilités qui s'offrent à lui et évite de s'engager (par exemple, l'adolescent ne sait pas encore ce qu'il ou elle va faire dans la vie mais cela ne l'inquiète pas pour le moment).
- L'identité de forclusion ou surdéterminée : l'adolescent s'engage dans des projets sans crise et sans explorer les alternatives parce qu'il suit les projets que d'autres ont déterminé pour lui (par exemple, il ou elle suivra des études ou une formation professionnelle définie par les parents).
- L'identité en moratoire ou en exploration : il y a crise sans engagement, c'est-à-dire que l'adolescent se pose des questions et explore les possibilités, se demande ce qu'il va faire plus tard et est préoccupé par la question.
- L'identité de réalisation ou identité mature : l'adolescent sort de sa crise (il a réfléchi et surmonté les difficultés émotionnelles liées à ce choix) et s'engage résolument dans son choix (le choix d'une orientation scolaire ou professionnelle par exemple)[94],[92].

Cette classification a été utilisée par Marcia puis d'autres chercheurs ; ils ont fait le lien entre ces états identitaire, des facteurs familiaux et culturels et des caractéristiques psychologiques (la personnalité, l'anxiété, l'estime de soi ou les comportements notamment).

### Estime de soi
Le dernier aspect majeur de la formation de l'identité est l'estime de soi. Contrairement à la croyance populaire, il n'y a pas de preuve empirique d'une baisse significative de l'estime de soi au cours de l'adolescence,. L'« estime de soi barométrique » fluctue rapidement et peut causer une grave détresse et de l'anxiété, mais l'estime de soi de base reste très stable tout au long de l'adolescence.
Ce résultat est contraire aux prédictions de la théorie d'Erickson. La validité des échelles générales d'estime de soi est mise en question par certains spécialistes : des échelles spécifiques permettraient de mieux comprendre l'expérience spécifique des adolescents dans ce domaine.

### Formation de l'identité individuelle et de l'identité ethnique

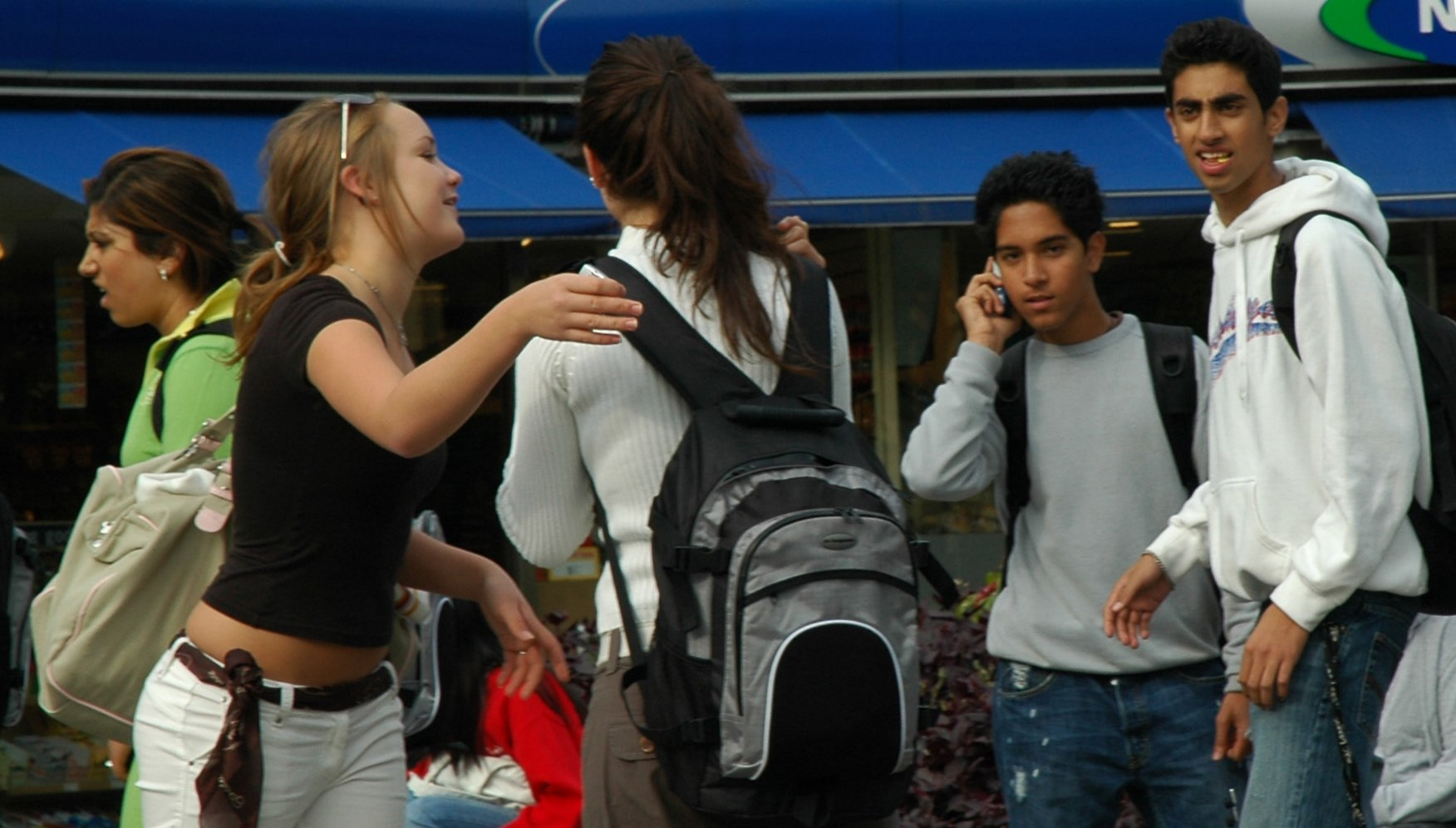
Diversité ethnique en Europe (Oslo).

À l'intérieur d'une population donnée se trouvent des minorités religieuses ou ethniques. Pour les adolescents issus de ces minorités, la formation de l'identité individuelle est rendue plus complexe, puisqu'ils peuvent avoir le sentiment d'appartenir à plusieurs groupes et devoir faire des choix dans leur fidélité et dans leur identité ethnique (celle de la minorité ou celle de la majorité). L'adolescent doit en effet se construire, en plus d'une identité individuelle, une identité ethnique. Le choix est difficile lorsque les valeurs du groupe minoritaire et du groupe majoritaire ne sont pas identiques. De plus, la discrimination peut interférer avec la formation de l'identité de ces jeunes et entraîner des problèmes de comportement et de la dépression. Certains facteurs, comme des amitiés solides, une bonne scolarisation ou des parents attentifs jouant un rôle actif, protègent l'adolescent dans cette situation.
La psychologue américaine Jean Phinney décrit trois stades dans la formation de l'identité ethnique : l'identité ethnique non réfléchie, la recherche de l'identité ethnique puis la réalisation de l'identité ethnique,,. Les jeunes qui bénéficient d'une solide identité ethnique construite ont une meilleure faculté d'adaptation et une meilleure estime de soi. Les adolescents peuvent être accompagnés dans cette démarche par une socialisation culturelle : il s'agit de leur retransmettre leur patrimoine culturel et ethnique ainsi que la fierté culturelle de leur culture d'origine.

### Influences commerciales et médiatiques
Les adolescents commencent par se définir sur les bases de leur adhésion à un large groupe (appelé « foule » en psychologie sociale), par exemple en suivant certaines modes vestimentaires. Ils tentent de définir leur identité en essayant différents styles pour trouver ce qui leur convient le mieux. Par tâtonnement et essai-erreur ils tentent de faire correspondre leur image perçue et l'image que les autres voient et à laquelle ils répondent, ce qui leur permet de mieux comprendre qui ils sont.

De nombreuses industries influencent les adolescents durant cette période. La mode et les médias évoluent pour influencer l'apparence et l'habillement des adolescents. Dans l'ensemble, l'influence des médias sur l'image du corps et la confiance en soi des adolescents est plutôt négative en raison de l'abondance d'images de corps irréalistes. Ainsi, selon l'analyse de Brandon Klein : 

« La vie moderne prend place au milieu d'un interminable barrage de chair sur les écrans, les pages et les panneaux d'affichage. »

— Brandon Klein, 2006.

### Différences filles-garçons dans la formation de l'identité et l'estime de soi
Quelques études ont cherché à évaluer les différences entre les genres dans la formation de l'identité, du concept de soi ou de l'estime de soi. Une revue publiée en 1985 conclut à l'absence de différence notable entre filles et garçons. Les différences observées sont faibles (en taille) et sont inconsistantes (c'est-à-dire qu'elles varient d'une étude à une autre).

### Introspection, conscience de soi et gêne publique et privée
La métacognition et l'introspection en se développant entraînent aussi le problème de la conscience de soi en public et en privé qui est accompagnée d'un sentiment de gêne. Ce phénomène prend le nom de self-consciousness (being self-conscious) en anglais, et signifie être gêné de soi-même, être conscient de soi dans un sens négatif. Cette gêne débute dans les situations publiques puis se développe sous forme d'auto-critique dans des situations privées et solitaires ; elle est plus élevée chez les filles.

### Changements dans l'émotivité et le bien-être
L'adolescence n'est pas forcément une période de crise. De même, les adolescents ne sont pas forcément très émotifs (comparés aux adultes). Les problèmes émotionnels sont surtout observés lorsque les adolescents traversent des événements de vie difficiles (divorce des parents, changement d'école, harcèlement scolaire, etc.). Larson et ses collaborateurs ont observé des adolescents en leur demandant de noter leurs états émotionnels régulièrement dans leur vie quotidienne. Les chercheurs ne rapportent pas d'augmentation de l'émotivité durant l'entrée dans la puberté. Cependant, ils observent moins d'émotions positives : les garçons ressentent moins d'expériences positives dans leurs interactions familiales vers l'âge de 12-13 ans ; chez les filles, le même phénomène est observé entre 14-15 ans,.

## Relations affectives et sociales
À mesure que se développent ses compétences cognitives et ses expériences en dehors du cadre familial, l'adolescent voit ses relations avec sa famille, ses pairs, amis ou connaissances, se complexifier. Les adolescents  se mettent à investir leurs amis beaucoup plus fortement, tout en devenant plus indépendants et plus critiques de leur milieu familial et des règles (dont ils perçoivent le caractère parfois relatif, cf. partie sur le développement cognitif). Le groupe de référence prend alors une grande importance et la pression des pairs, ou groupe de référence, (peer pressure) est très forte,. Le développement de la sexualité amène l'adolescent à se sentir attiré amoureusement et sexuellement. Les sections qui suivent détaillent ces nouveautés et ces changements dans les relations sociales de l'adolescent, relations avec sa famille (parents et éventuellement frères et sœurs), relations avec ses pairs et avec son groupe de référence, et relations amoureuses.

### Relations avec les parents

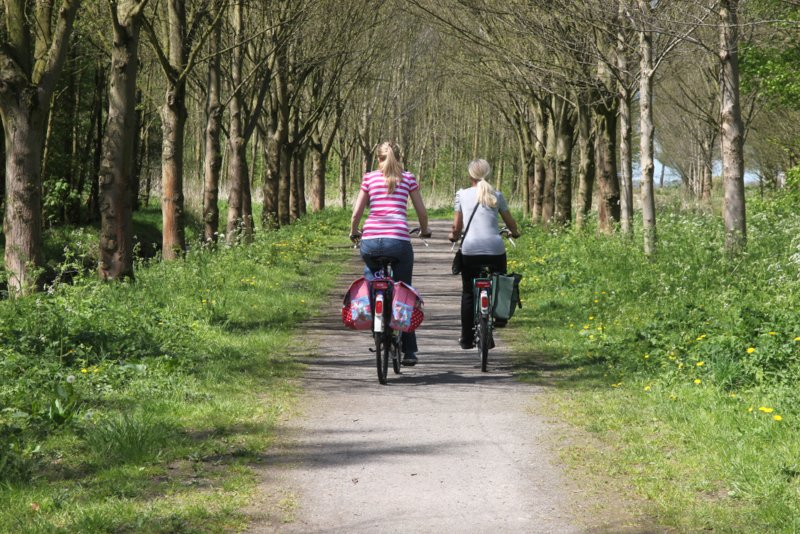
Adolescente et sa mère à bicyclette dans une forêt.

L'adolescence marque une évolution rapide du rôle de l'enfant au sein d'une famille. Tandis que les enfants ont peu d'influence sur les décisions familiales avant l'adolescence, l'adolescence accroît leur influence : les parents les considèrent progressivement comme leurs égaux. L'adolescent doit résoudre le problème de faire preuve de plus en plus d'indépendance, tout en préservant une relation privilégiée avec ses parents. Ce phénomène peut conduire à de nouvelles sources de conflits dans la vie quotidienne : le respect de certains horaires (rentrer à la maison, aller se coucher), les vêtements  acceptables, le droit à la vie privée de l'adolescent,. Bien que les conflits entre les enfants et les parents aient tendance à augmenter au cours de l'adolescence, ils touchent des questions relativement mineures. Sur des questions plus fondamentales, les adolescents tendent à partager les mêmes valeurs et attitudes que leurs parents.
Malgré le changement de rôles familiaux au cours de l'adolescence, le soutien et le rôle des parents reste important. Les adolescents qui ont une bonne relation avec leurs parents sont moins susceptibles de s'engager dans divers comportements à risque tels que le tabagisme, la consommation de substances addictives, la violence physique, les rapports sexuels à risque (sans préservatif).  Une étude menée par Adalbjarnardottir et Blondal (2009) a montré que les adolescents de 14 ans qui s'identifient à leurs parents comme des figures d'autorité sont plus susceptibles de terminer leurs études secondaires : le soutien et les encouragements de la part de parents autoritatifs (démocratiques) motivent l'adolescent à terminer ses études pour éviter de décevoir ses parents.

### Relations avec la fratrie

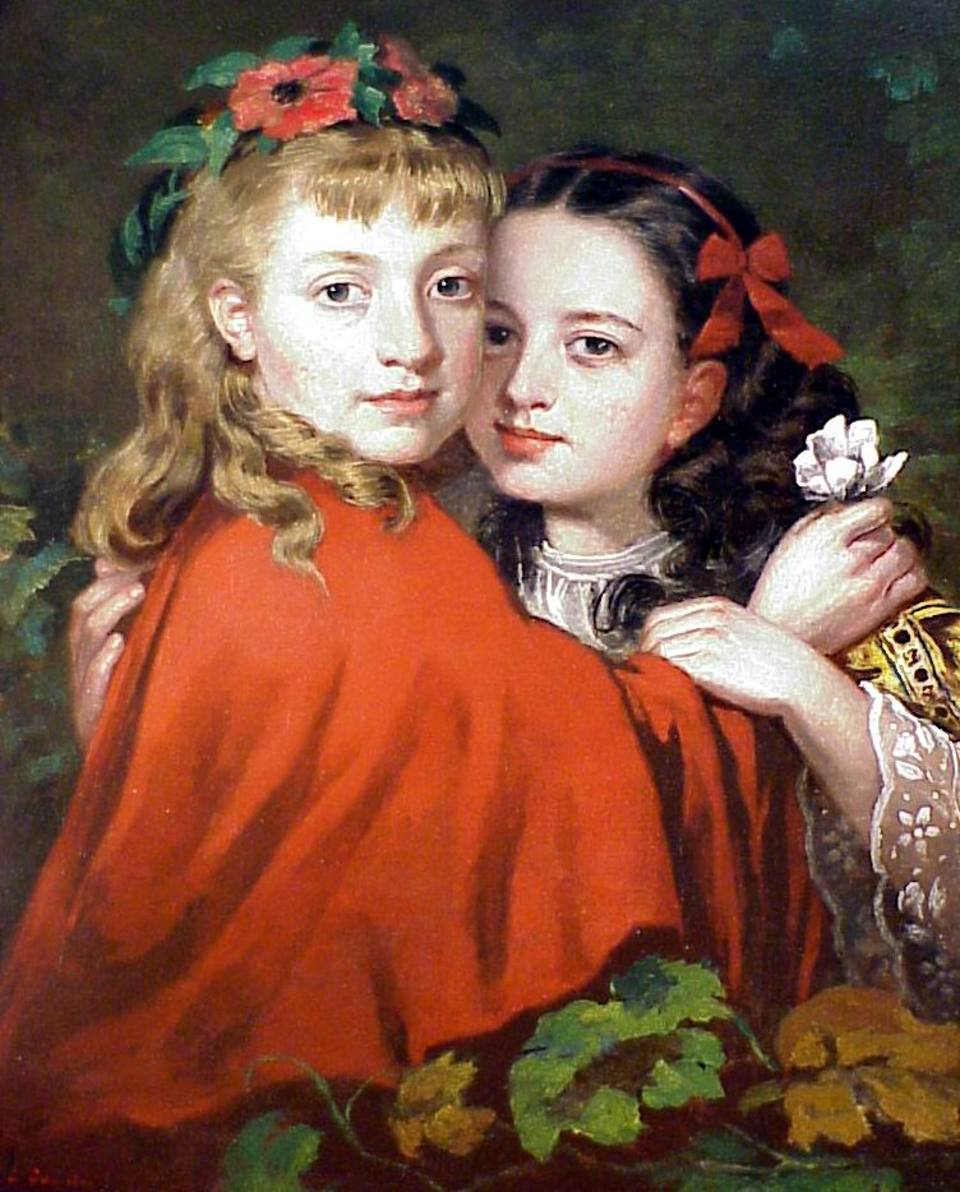
Sœurs adolescentes.

Au cours de l'enfance, les frères et sœurs sont une source de conflits et de frustrations mais sont aussi une source de soutien. L'adolescence peut modifier les relations entre frères et sœurs. Chez les enfants de même sexe,  l'intimité augmente au début de l'adolescence, puis reste stable. Dans les paires frère-sœur, les enfants ont tendance à s'éloigner en début de l'adolescence, mais sont de nouveau plus intimes vers le milieu de l'adolescence. Les interactions avec les frères et sœurs comptent pour certains enfants parmi leurs premières expériences relationnelles, ce qui influence alors leur vie sociale et leur compréhension de soi par la suite.

### Relations avec les pairs

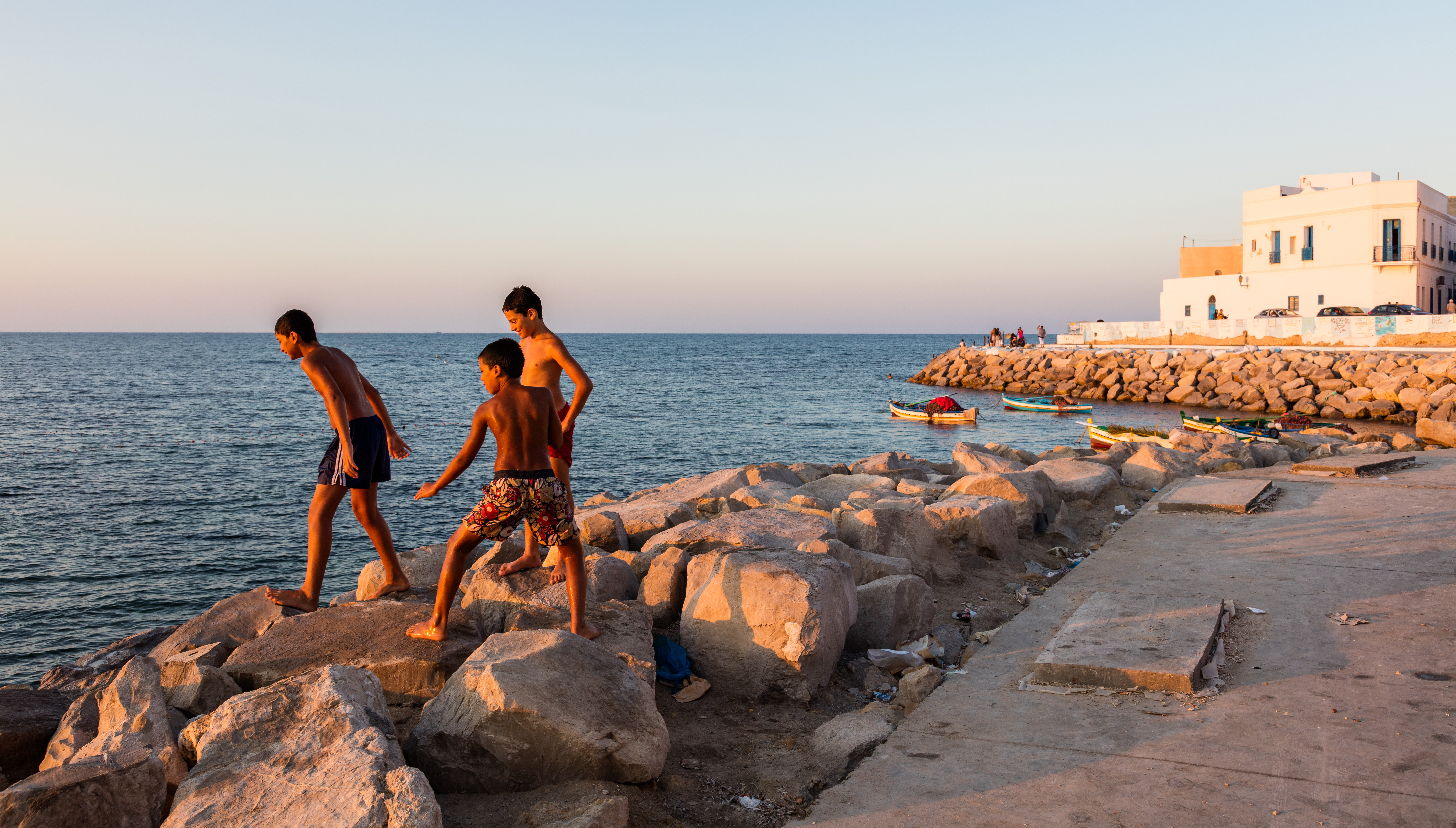
Garçons adolescents jouant ensemble (côte de Mahdia, 2016).

Les relations avec les pairs (jeunes ayant les mêmes caractéristiques) prennent beaucoup d'importance durant l'adolescence, plus que durant l'enfance ou l'âge adulte,. Le temps passé avec les pairs augmente de façon très importante durant l'adolescence tandis que la surveillance des adultes décroît. Les adolescents s'associent aussi avec des amis du sexe opposé beaucoup plus que durant l'enfance. Ils tendent à s'identifier à leur groupe de pairs sur la base de leurs caractéristiques communes. Le groupe de pairs devient de plus en plus important pour aider l'adolescent à faire face aux difficultés dans des situations diverses.
La communication au sein d'un groupe de pairs permet aux adolescents d'explorer leurs sentiments et leur identité ainsi que de développer et évaluer leurs compétences sociales. Les groupes de pairs offrent aux membres l'occasion de développer des compétences sociales telles que l'empathie, le partage, et le leadership. Les adolescents choisissent des groupes de pairs en fonction de caractéristiques qu'ils partagent avec eux. Grâce à ces relations, ils acceptent mieux la personne qu'ils sont en train de devenir. Les normes du groupe et les valeurs sont intégrées dans le concept de soi de l'adolescent. En développant leurs nouvelles compétences en communication et en  réfléchissant à celles de leurs pairs, ainsi que leurs opinions et leurs valeurs, un adolescent peut exprimer des émotions et des préoccupations sans crainte de rejet ou de jugement. Les groupes de pairs peuvent avoir une influence positive sur un individu, par exemple sur sa motivation et ses résultats scolaires,.

#### Pression du groupe
Cependant, alors que les pairs peuvent faciliter leur développement social entre eux, ils peuvent aussi y faire obstacle. Les pairs peuvent avoir des influences négatives par la pression du groupe. La sensibilité à la pression de groupe augmente au début de l'adolescence, est à son apogée vers 14 ans, et diminue par la suite. La pression du groupe peut mener à des problèmes d'agression physique en encourageant des réponses émotionnelles plutôt que des stratégies de résolution de problème.
Les adolescents victimes d'intimidation ou de harcèlement (bullying) développent souvent des problèmes qui conduisent à davantage de victimisation ultérieurement et au risque de harceler les autres à l'avenir.

#### «Clique»
Au début de l'adolescence, les adolescents forment souvent des « cliques » : ce concept en psychologie désigne des groupes de pairs du même sexe, exclusifs, et se sentant particulièrement proches,. En dépit de l'utilisation péjorative du mot « clique » dans le langage courant, la clique définie par la psychologie sociale peut aider les adolescents à devenir socialement acclimatés et à former un sentiment d'identité plus fort et constructeur. L'appartenance à une clique masculine athlétique, par exemple, peut créer un sentiment de fidélité et de concurrence. Elles deviennent une sorte de parent collectif, qui donnera à l'adolescent des repères sur quoi faire et ne pas faire,. Vers la fin de l'adolescence, les cliques se combinent et deviennent des groupes d'adolescents des deux sexes à mesure que ces derniers commencent à s'engager dans des relations amoureuses. Ces petits groupes d'amis se décomposent ensuite à mesure que la socialisation devient de plus en plus centrée sur le couple.

#### «Gang»

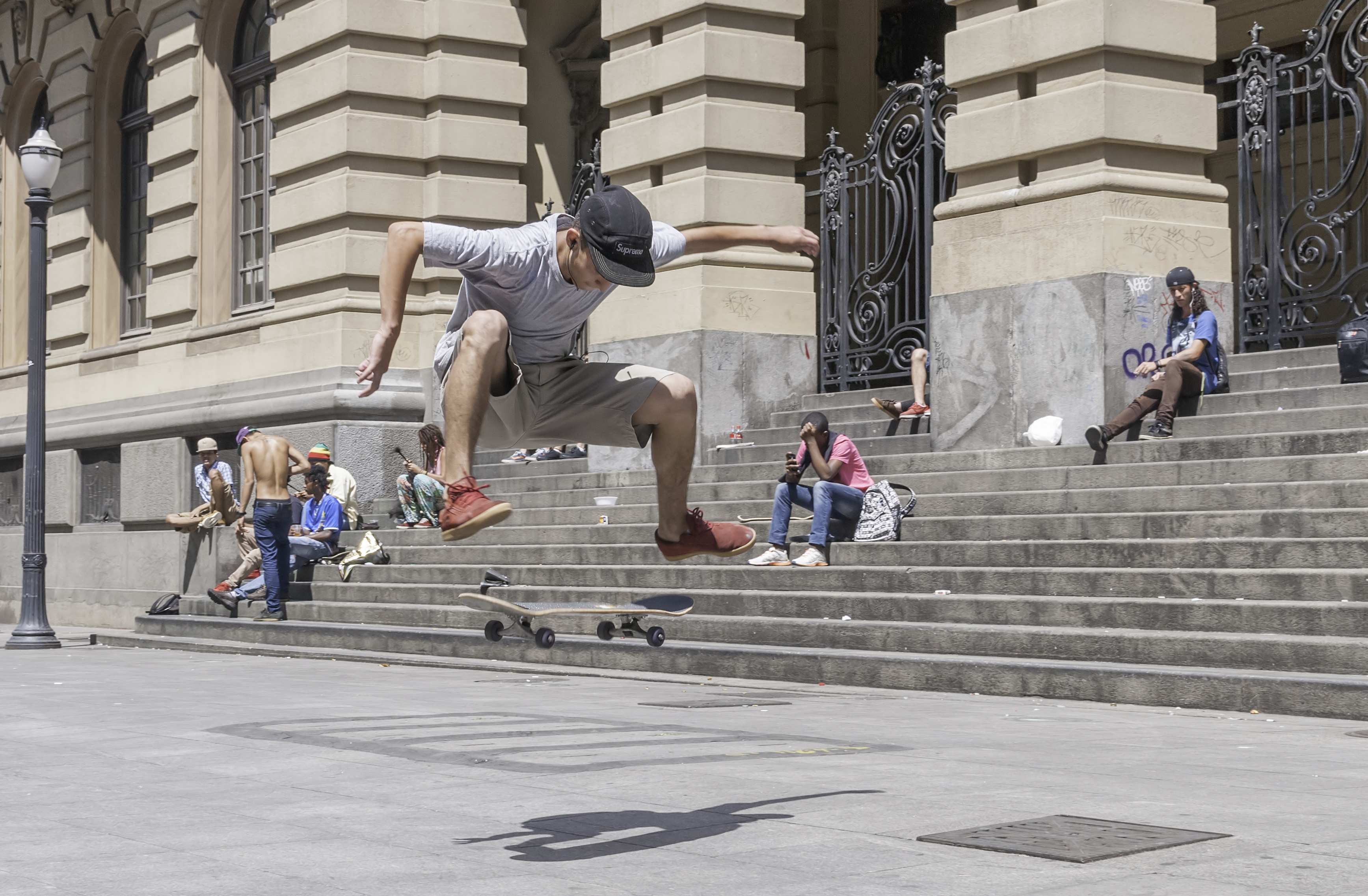
Un skateur (São Paulo).

Un troisième type de regroupement (en plus des relations interindividuelle dyadiques et des relations de clique) apparaît également à l'adolescence : le ou la « gang »(mot utilisé au masculin en France, au féminin au Québec). On parle aussi de « foule » (regroupement de personnes qui ne sont pas, dans ce contexte, dans un même lieu). Là encore, les termes en psychologie diffèrent de l'utilisation dans le langage courant. La « gang », dans ce contexte, renvoie aux groupes d'individus qui s'adonnent à une même activité et partagent une identité, une image ou une réputation. Ainsi se forment des groupes tels que les nerds, les geeks, les akiba-kei ou encore les skateurs. Alors que ces groupes sont très influents au début et au milieu de l'adolescence, ils perdent de l'importance au cours des années de lycée, où les élèves s'identifient sur des bases de plus en plus individuelles,.

#### Canaux de communication
Un aspect important de la communication est le canal utilisé. « Canal » à cet égard se réfère à la forme de communication, que ce soit en face-à-face, e-mail, SMS, téléphone ou autres. Les adolescents sont de gros utilisateurs de nouvelles formes de communication telles que la messagerie, les réseaux sociaux sur Internet, en particulier lors de la communication avec les pairs. Ils utilisent la technologie en ligne pour explorer et expérimenter de nouvelles identités et élargir leurs groupes de pairs. Selon leur utilisation, les canaux de communication en ligne peuvent améliorer les relations avec les pairs, ou mener à des résultats négatifs entre pairs (cyberintimidation).

#### Exclusion sociale
L’expérience de l’exclusion sociale conduit l’individu à mettre en place les mêmes mécanismes de protection psychologiques que les personnes suicidaires. Parmi celles-ci : une perte d’intérêt qui déclenche le sentiment que le temps ralentit, l’impossibilité de concevoir un avenir et un attrait pour les plaisirs instantanés, ou encore une baisse de dynamisme, un relâchement psychomoteur manifestés notamment par des échecs aux épreuves cognitives. Une certaine apathie liée à l’absence d’interactions sociales est de même repérée chez les personnes exclues.

### Autonomie
Les cultures diffèrent quant à leurs attentes sur le degré d'autonomie que les adolescents peuvent avoir, ainsi que sur les comportements qui représentent cette nouvelle autonomie. Les psychologues différencient trois types d'autonomie : affective, comportementale et cognitive. L'autonomie affective comprend les relations aux autres, et le développement des liens affectifs matures avec les adultes et des pairs. L'autonomie comportementale comprend la capacité à réguler son comportement, à agir en fonction de ses décisions personnelles, et à s'auto-gouverner. Les différences culturelles sont particulièrement visibles dans cette catégorie, car il s'agit de questions de relations amoureuses (rendez-vous amoureux ou dating), les moments sociaux passés avec les pairs, et les décisions sur la gestion des horaires. L'autonomie cognitive décrit la capacité d'un adolescent à participer à des processus indépendants de raisonnement et de prise de décision sans dépendance excessive à l'égard de la validation sociale. Le sentiment d'autonomie des adolescents est augmenté par la convergence des influences du développement cognitif, l'expansion des relations sociales, une apparence de plus en plus proche de celle de l'adulte et l'acceptation de plus de droits et de responsabilités. Le bon développement de l'autonomie est lié à une bonne santé mentale, une bonne estime de soi, des tendances à être auto-motivé, des concepts de soi positifs et des comportements auto-initiés et régulants. En outre, il a été constaté que la santé mentale des adolescents est meilleure lorsque leurs sentiments sur l'autonomie correspondent étroitement à ceux de leurs parents.
Un questionnaire appelé « teen timetable » a été mis au point pour mesurer l'âge auquel les individus pensent que les adolescents devraient être en mesure de s'engager dans des comportements autonomes. Ce questionnaire a été utilisé pour évaluer les différences dans les perceptions culturelles de l'autonomie de l'adolescent. Il a été mis en évidence par exemple, aux États-Unis, que le parents et adolescents de l'ethnie blanche (majoritaire) ont tendance à s'attendre à une autonomie plus tôt que ceux d'origine ethnique asiatique. Il existe des différences culturelles dans la perception de l'autonomie de l'adolescent, et ces différences ont des implications pour les styles de vie et le développement des adolescents ; ces références culturelles sont changeantes sous l'effet de la globalisation.

## Sexualité à l'adolescence

### Relations amoureuses (avec ou sans sexualité)

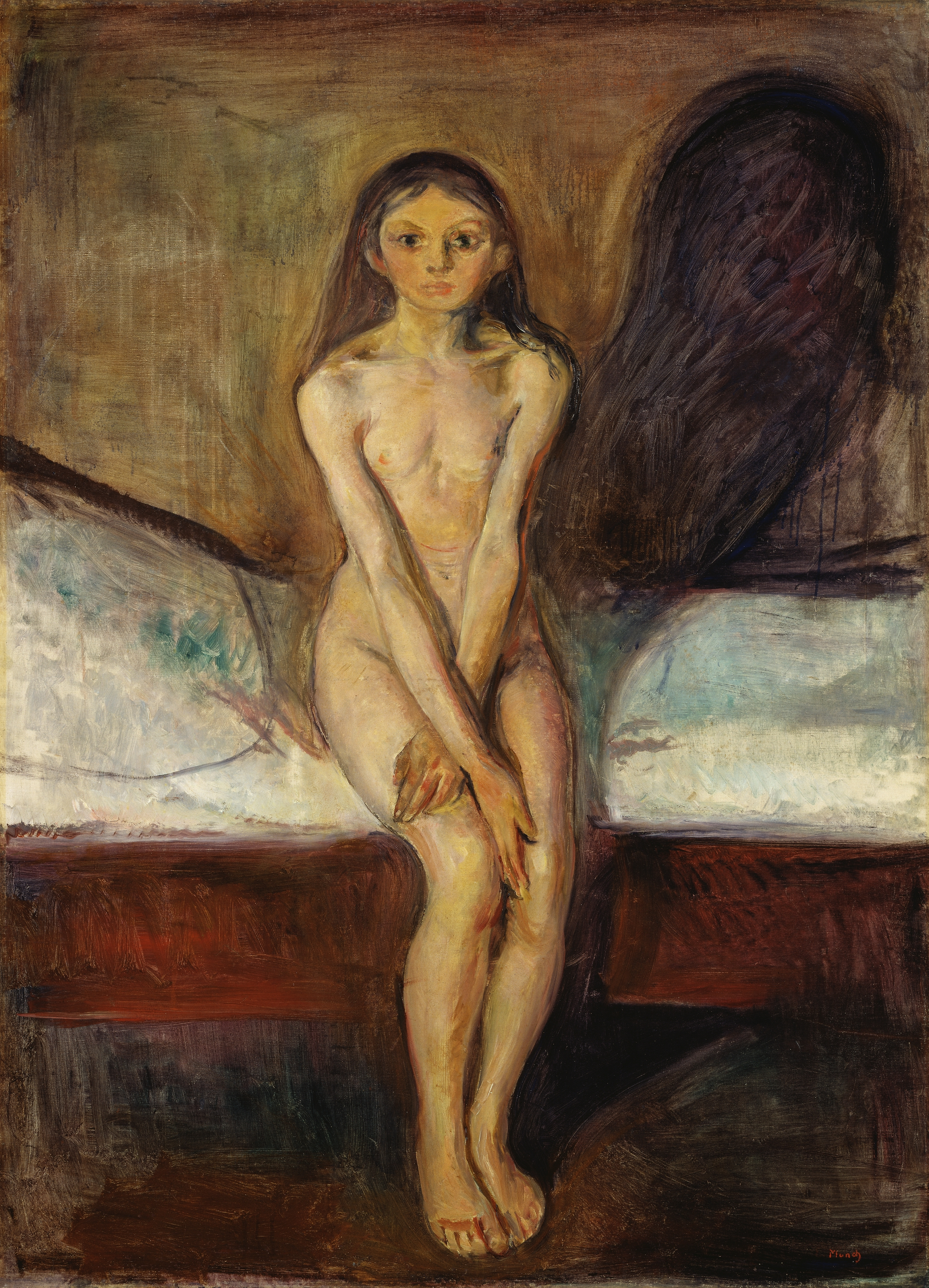
Le tableau Puberté d'Edvard Munch (1894-95) est souvent interprété comme représentation de l'angoisse de la sexualité chez l'adolescent.

La recherche se concentre souvent sur la sexualité des adolescents en raison des risques qu'elle comporte (voir ci-dessous). Cependant, certains chercheurs se concentrent sur l'aspect social et sur les phénomènes d'apprentissage engendrés par les relations amoureuses adolescentes. En effet, il est fréquent que les adolescents aient des relations amoureuses sans sexualité : ils s'embrassent, se tiennent la main, se sentent amoureux, se considèrent comme un couple et se présentent comme étant dans une relation avec leur petit(e) ami(e) vis-à-vis de leurs amis. La promiscuité sexuelle est plus rare.
La durée de la relation amoureuse augmente à mesure que l'adolescent grandit. Cette augmentation constante de la probabilité d'une relation à long terme peut être expliquée par la maturation sexuelle et le développement des compétences cognitives nécessaires pour maintenir un lien amoureux (par exemple, prendre soin de l'autre, attachement approprié) qui restent immatures et se développent pleinement à la fin de l'adolescence.
Les relations à long terme permettent aux adolescents d'acquérir les compétences nécessaires pour des relations de qualité plus tard dans la vie et de développer des sentiments d'estime de soi. Généralement, les relations amoureuses positives peuvent avoir des bénéfices à long terme chez les adolescents. Des relations amoureuses de qualité sont associées à une hausse de l'engagement au début de l'âge adulte, et sont positivement corrélées à l'estime de soi, la confiance en soi et la compétence sociale,,. Par exemple, un adolescent avec une bonne confiance en soi a plus de chances de se considérer comme un bon partenaire, alors que les expériences négatives peuvent conduire à une faible confiance en soi en tant que partenaire romantique.
La plupart des expériences sexuelles au cours de cette période de développement s'inscrivent dans les relations amoureuses, les rapports sexuels seulement occasionnels étant bien plus rares. Chez les jeunes adolescents, l'activité sexuelle « lourde », impliquant la stimulation génitale, est souvent associée à la violence, la dépression et une relation de mauvaise qualité,. Ce n'est plus le cas chez l'adolescent plus âgé pour qui l'activité sexuelle prend place à l'intérieur d'une relation amoureuse.

### Orientation sexuelle et identité sexuelle

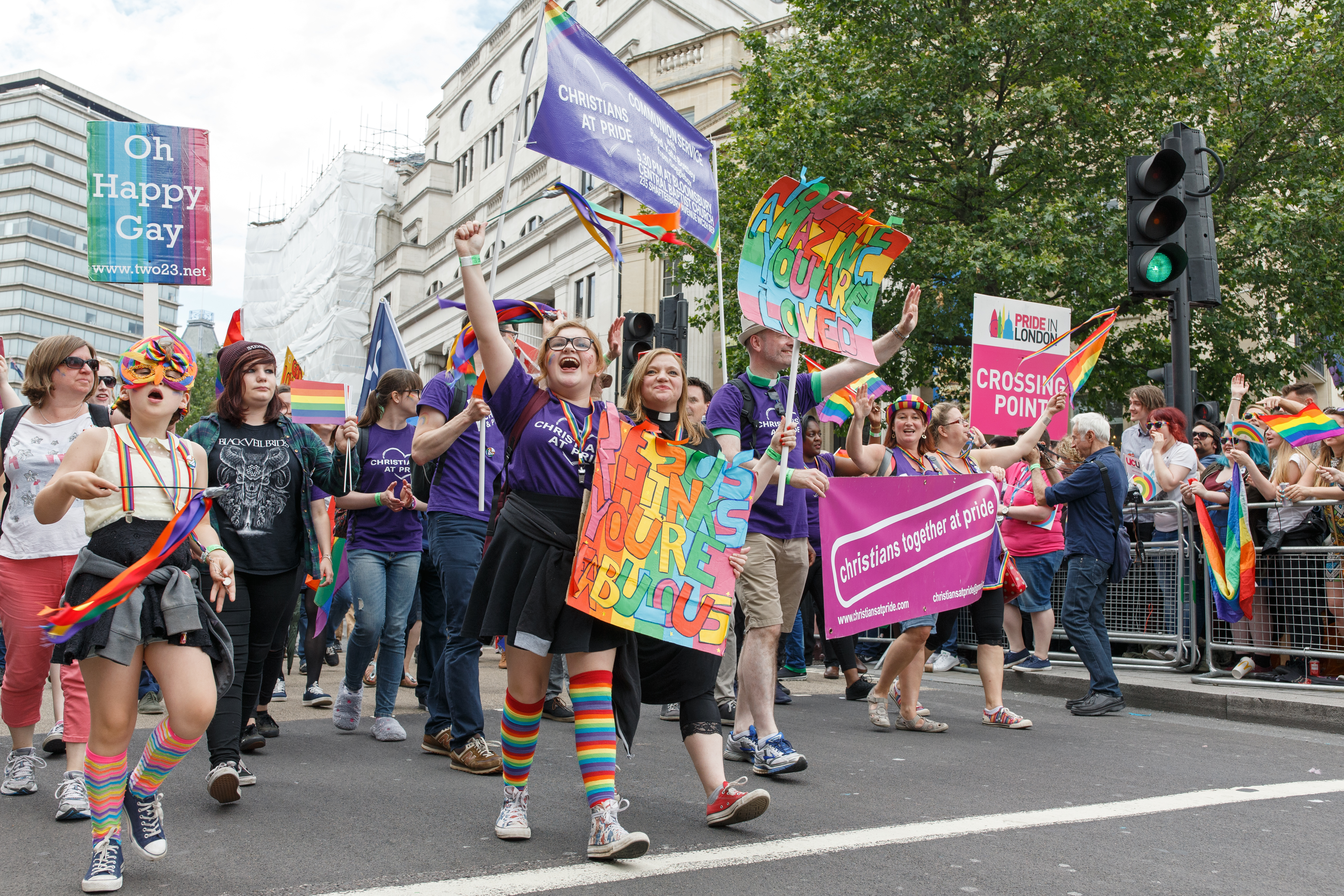
Manifestation LGBT.

L'orientation sexuelle a été définie comme « une inclination érotique envers des personnes d'un ou de plusieurs genres, le plus souvent décrit comme attraction sexuelle ou érotique ». Ses origines ne sont pas connues et restent débattues entre les scientifiques. L'homosexualité était autrefois considérée comme un problème mental, mais il s'est avéré que les homosexuels ne souffraient pas de troubles mentaux particuliers autres que ceux liés au rejet social dont ils étaient victimes, c'est pourquoi depuis 1973, l'homosexualité n'est plus considérée comme un problème psychiatrique ni psychologique.
L'identité sexuelle ou identité de genre est le fait que le jeune intègre ses préférences sexuelles à son identité. C'est à l'adolescence que les homosexuels (gays, lesbienne ou transgenre) commencent à reconnaître et à donner un sens à leurs sentiments. De nombreux adolescents peuvent choisir de révéler leur homosexualité à leurs proches au cours de cette période de leur vie, une fois leur identité formée, un phénomène appelé le « coming out » (la  « sortie du placard »). Beaucoup d'autres passent par une période de questionnement ou de déni, cette phase pouvant également inclure des expériences sexuelles homosexuelles et hétérosexuelles. Se construire une identité LGBT de manière positive est difficile pour la plupart des jeunes. La pression des pairs est un facteur important lorsque les jeunes s'interrogent sur leur sexualité ; or les jeunes sont entourés par des pairs en majorité hétérosexuels. Le sentiment d'être différent peut causer une grande détresse.
Par ailleurs, alors que le coming out peut favoriser une meilleure adaptation psychologique, les risques associés sont réels. En effet, les adolescents peuvent être victimes d'homophobie, qui  génère l'ostracisme, allant des blagues blessantes à la violence. Malgré une acceptation croissante de l'homosexualité, l'homophobie est très présente dans les écoles. De nombreux parents acceptent mal l'homosexualité de leur enfant (24 % des mères et 37 % des pères dans une étude de 2001),. Les abus verbaux et physiques subis par les homosexuels ou bisexuels s'accompagnent d'une augmentation des risques de problèmes scolaires, fugues, abus de substances toxiques, prostitution et suicide. Le taux de suicide chez les adolescents LGBT, selon de récentes études et observations (2011 et 2013), notamment celles de la Commission européenne des droits de l'homme, se révèle être significativement plus élevé que celui de leurs pairs hétérosexuels,. En outre, d'après un rapport de l'INPES (2014), bien que la proportion de suicide soit globalement plus forte chez les jeunes LGBT, ce taux présente des disparités selon le sexe, les individus masculins étant plus touchés que les individus féminins, mais également selon les pays étudiés, les adolescents LGBT originaires des États-Unis ou encore de l'Angleterre présentent un taux supérieur à ceux de la Norvège ou de la Nouvelle-Zélande.

### Rapports sexuels et comportements sexuels à risque

#### Comportements sexuels
Les relations amoureuses augmentent en prévalence tout au long de l'adolescence. À l'âge de 15 ans, 53 % des adolescents ont eu une relation amoureuse qui a duré au moins un mois au cours des 18 mois précédents (États-Unis). Aux États-Unis en 2002, sur un échantillon de personnes âgées de 15 à 44 ans, l'âge moyen du premier rapport sexuel est de 17 ans pour les hommes et 17,3 pour les femmes. Au Royaume-Uni en 2008, 20 % des jeunes de 14 à 17 ans interrogés indiquent avoir eu leur première expérience sexuelle à 13 ans ou moins. Au Canada, une enquête réalisée en 2003 rapporte que 40 % des garçons et 46 % des filles de 16 ans déclarent avoir déjà eu une relation sexuelle. Les rapports sexuels sont d'autant plus précoces que les relations parentales sont peu chaleureuses, voire négligentes, le père absent, la scolarité peu investie. Cependant, ce sont surtout les pairs qui ont une forte influence : dans ce domaine comme dans les autres comportements à risque, les adolescents aspirent à se conformer aux normes établies par leurs groupes de pairs.

#### Risques associés

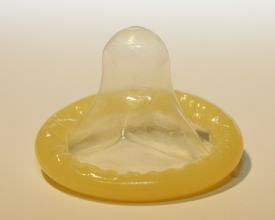
Préservatif masculin enroulé.

L'entrée dans la sexualité expose les adolescents à de nouveaux risques médicaux ou psychologiques, les deux principaux étant les grossesses précoces et l'infection sexuellement transmissible (IST ou MST). Certains de ces risques ne sont pas inhérents à l'adolescence : la détresse émotionnelle (peur de la violence du partenaire ou de l'exploitation) et les maladies ou infections sexuellement transmissibles sont des risques auxquels sont également exposés les adultes sexuellement actifs.
Avoir des rapports sexuels non protégés, utiliser des méthodes contraceptives peu efficaces (par exemple, coït interrompu), avoir de multiples partenaires sexuels et une mauvaise communication, sont quelques-uns des aspects des comportements sexuels à risque, comportements qui augmentent les risques individuels ou sociaux. D'autres facteurs de risque indirects sont corrélés aux comportements sexuels risqués : vécu de violence, faible soutien parental et faible surveillance parentale.
Chez les adolescents sexuellement actifs, la meilleure protection contre la grossesse précoce et les infections est l'utilisation correcte et régulière du préservatif durant les rapports sexuels, or leur utilisation est en baisse depuis les années 2000 chez les adolescents.

### Violence dans les relations amoureuses
La violence dans la relation amoureuse naissante, appelée aussi violence entre partenaires intimes (VPI), est assez répandue dans les relations de l'adolescent. De 10 à 45 % des adolescents ont déclaré avoir été victimes de violences physiques dans le contexte d'une relation. D'un quart à un tiers des adolescents ont déclaré avoir fait l'expérience d'agression : frapper, lancer des objets, gifler. L'agression physique dans les relations tend à diminuer du niveau secondaire (lycée), à l'université et à l'âge adulte. Dans les couples hétérosexuels, il n'y a pas de différence significative entre les taux d'agression venant des hommes ou des femmes, à la différence des relations entre adultes,.

### Hypersexualisation et sexualisation précoce
Les jeunes n'ont pas de rapports sexuels de plus en plus jeunes au fil des générations (données du début des années 2000). Cependant, les médias leur donnent accès et les exposent à des images sexualisées (« hypersexualisation » ou « sexualisation précoce ») qui se sont généralisées depuis les années de libération sexuelle vers 1960,. La cyberpornographie rend les images sexuelles plus facilement accessibles qu'avant l'ère de l'internet. Les modèles des jeunes comme les artistes musicaux offrent des vidéos  fortement sexualisées.
Un rapport de l'association américaine de psychologie a établi sur la base de 350 études que ce phénomène de sexualisation précoce a un impact négatif sur le rapport au corps, l'estime de soi, la banalisation de la violence sexuelle et les troubles alimentaires. Pour certains jeunes, la frontière entre les comportements sexuels sains et les abus n'est plus claire, de même que la frontière entre la sphère privée et la sphère publique (vêtements à connotation sexuelle, danses avec des gestes sexuels, etc.),.

## Santé mentale et psychopathologie de l'adolescent
L'étude scientifique et clinique des troubles de la santé mentale de l'adolescent relèvent de la psychopathologie de l'enfant et de l'adolescent et de la psychiatrie pédiatrique. Les problèmes de santé mentale sont classés par catégories (ou rubriques nosographiques). Les classifications les plus utilisées internationalement, en recherche et dans le travail clinique, sont le CIM-10 et le DSM.
Ces troubles mentaux sont classés par une approche catégorielle et par une approche dimensionnelle. L'approche catégorielle définit les troubles en fonction de catégories diagnostiques sur la base d'un ensemble de symptômes formant un syndrome (par exemple, autisme). L'approche dimensionnelle décrit la nature et la sévérité des troubles. En pratique, pour affiner le diagnostic, les entretiens cliniques sont complétés de tests psychologiques et/ou d'échelles de comportement qui peuvent être remplies par différentes personnes (l'adolescent, les parents, les enseignants, par exemple).
Des troubles de santé mentale peuvent exister durant l'enfance et persister à l'adolescence, mais l'adolescence est une période où certaines pathologies mentales ou troubles du comportement peuvent émerger (toxicomanie, alcoolisme, troubles alimentaires, etc.).
Quelques-uns des problèmes de santé physique et mentale les plus répandus chez les adolescents sont décrits dans les sections suivantes (cf. liste des troubles mentaux et du comportement en fin d'article). Ils ne relèvent pas forcément de la psychiatrie ; dans ce domaine, il est difficile de définir et distinguer le normal du pathologique.

### Troubles du sommeil
Alors que les adolescents ont besoin de beaucoup de sommeil, les rythmes scolaires et les activités du soir entraînent des nuits plus courtes que durant leur enfance (8 h en moyenne au lieu de 10 h par nuit vers 9 ans). De plus, les changements hormonaux ont pour conséquence que la mélatonine est sécrétée plus tard que durant l'enfance. Le manque de sommeil est un phénomène très répandu chez les adolescents. Or les grasses matinées du week-end ne suffisent pas à compenser le manque de sommeil de la semaine, qui peut générer de l'insomnie, un trouble qui apparaît à la fin de l'enfance et au début de l'adolescence, et peut affecter négativement la scolarité en suscitant de l'irritabilité, de la somnolence, des baisses de concentration, de motivation et des performances scolaires.

### Troubles des conduites alimentaires et malnutrition

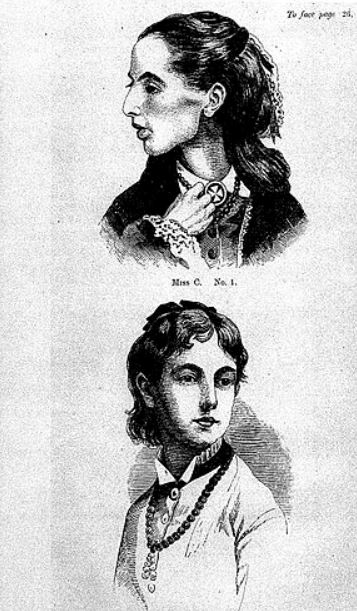
Jeune adolescente atteinte d'anorexie mentale.

Les conduites alimentaires et la nutrition de l'adolescent ne remplissent souvent pas les recommandations des institutions de santé publique. Les adolescents mangent trop peu de fruits et légumes et consomment trop d'aliments riches en matières grasses saturées et en glucides (notamment les « sucres rapides »). L'obésité et l'embonpoint posent des problèmes de santé multiples et peuvent entraîner des difficultés à effectuer certaines tâches quotidiennes. L'obésité chez l'enfant et l'adolescent est devenue un problème de santé publique sur le plan mondial. Elle peut faire l'objet d'une prise en charge individuelle sur un plan diététique et psychologique.
Une malnutrition dite « faim cachée » ou « faim invisible », est également très répandue. Il s'agit d'un déficit en micronutriments, c'est-à-dire en sels minéraux, tels que le fer, l'iode ou le calcium ; mais également en vitamines. La malnutrition cachée est également un problème de santé publique. Elle affecte les pays les plus pauvres dans un contexte de sous-nutrition générale et les pays affluents économiquement en raison de la mauvaise qualité de la nutrition (aliments trop raffinés, contenant trop de calories et trop peu de minéraux et vitamines).
Des troubles du comportement alimentaire peuvent apparaître à l'adolescence en raison de la crainte de trop grossir. Les préoccupations sur son image corporelle commencent durant l'enfance mais s'intensifient grandement pendant l'adolescence. Or la masse adipeuse s'accroît beaucoup chez les filles sous l'effet des changements hormonaux de la puberté (l'effet est moins fort chez les garçons qui prennent plutôt des muscles), et la pression sociale est très forte sur l'apparence des femmes puisque, dans les sociétés occidentales, la beauté est associée à la minceur. Ce contexte social explique une préoccupation excessive du contrôle du poids chez les adolescents qui touche également les garçons, mais bien davantage les filles. Au Québec, 8 % des filles de 15 à 25 ans souffrent de troubles alimentaires (données de 2003). Sur certains terrains génétiques, ces troubles peuvent mener à de l'anorexie mentale, un trouble grave pouvant entraîner le décès, ou à la boulimie,,. Pour lutter contre ces troubles, les thérapies cognitivo-comportementales sont relativement efficaces, en particulier pour traiter la boulimie,. Des cliniques spécialisées offrent des programmes de prise en charge externe.

### Dépression
Bien que le terme de dépression soit utilisé dans le langage courant, son utilisation en psychologie est spécifique. C'est un trouble de l'humeur qui se manifeste par un changement marqué et prolongé des émotions et du fonctionnement quotidien. Il s'agit d'un trouble chronique et sérieux. La dépression chez l'enfant et l'adolescent est souvent associée à d'autres troubles psychopathologiques ou à des événements de vie stressants (divorce, deuil, maladie). Les classifications du CIM-10 et du DSM distinguent le trouble dépressif majeur (lorsque plusieurs épisodes dépressifs se suivent) de la dysthymie (symptômes dépressifs moins prononcés mais chroniques observés sur au moins une année).
Les signes cliniques de la dépression chez le jeune ne ressemblent pas forcément à ceux observés chez l'adulte. L'irritabilité, l'ennui ou l'incapacité à ressentir du plaisir peuvent être des signes de dépression, tout comme la tristesse (qui est un signe plus typique de dépression chez l'adulte). La plupart des personnes adultes qui souffrent de dépression ont eu leur premier épisode dépressif durant l'adolescence, ce qui explique que la dépression est beaucoup plus fréquente chez l'adolescent que chez l'adulte. Des données du Canada indiquent une prévalence de la dépression six fois plus élevée chez l'adolescent que chez l'adulte.
Les signes précurseurs sont importants à détecter puisque la dépression de l'adolescent peut conduire à une dépression clinique chez le jeune adulte ou au suicide (surtout chez les garçons). Plus elle est précoce, plus elle est sérieuse et difficile à traiter.
De nombreux facteurs influencent les risques de dépression : anxiété, événements de vie stressants, maladie chronique, environnement familial (négligence, violence, disputes), consommation de drogue, activité sexuelle,,. Il existe, par exemple, une relation entre la dépression et les changements hormonaux : les jeunes filles souffrent plus fréquemment de dépression que les jeunes hommes, et la puberté précoce est corrélée à un plus haut risque de dépression. La dépression est considérée comme un trouble d'origine plurifactorielle : plusieurs facteurs de risque sont réunis chez l'enfant ou l'adolescent et des événements de vie stressants s'y ajoutent et se traduisent alors par une « réaction de désarroi affectif prononcé qui, chez certains, deviendra chronique. »
La dépression de l'adolescent peut être traitée par la psychothérapie, des anti-dépresseurs ou par une combinaison des deux. Des données expérimentales suggèrent que la combinaison de psychothérapie et d'anti-dépresseurs est plus efficace, en particulier dans le long terme.

### Consommation de substances toxiques et addictives
La consommation de substances toxiques et nocives peut débuter chez l'adolescent sous l'effet de la pression accrue des pairs. Les substances toxiques les plus utilisées chez les adolescents sont l'alcool, le tabac et la marijuana. Elles peuvent toutes entraîner une dépendance (ou addiction) qui a tendance à se poursuivre à l'âge adulte. Elle est tout particulièrement dangereuse avant l'âge adulte pour de multiples raisons. Ces substances affectent le cerveau qui est en développement. Or ces régions du cerveau (voir détails en début d'article) sont impliquées dans la motivation, l'impulsivité et les addictions. Ces régions sont particulièrement fragiles à l'adolescence, c'est pourquoi, avant l'âge adulte et la fin de la maturation du cerveau (vers 20-25 ans), l'adolescent et le jeune adulte sont plus susceptibles de développer une dépendance que des adultes plus âgés. La dépendance à ces substances s'accompagne d'un phénomène d'accoutumance : pour obtenir les effets initiaux, les doses de la substance doivent être augmentées.
Or toutes ces substances entraînent des effets très nocifs sur la santé dans le long terme (le tabagisme est la première cause de mortalité dans le monde). La consommation d'alcool ou de marijuana entraîne des effets nocifs immédiats (accidents dus à la perte de facultés mentales, en particulier les accidents de la route qui sont la première cause de mortalité des adolescents et jeunes adultes ; décès par surdose ; délinquance pour se procurer les substances illicites ; violence ;  problèmes familiaux, etc.).

#### Tabagisme

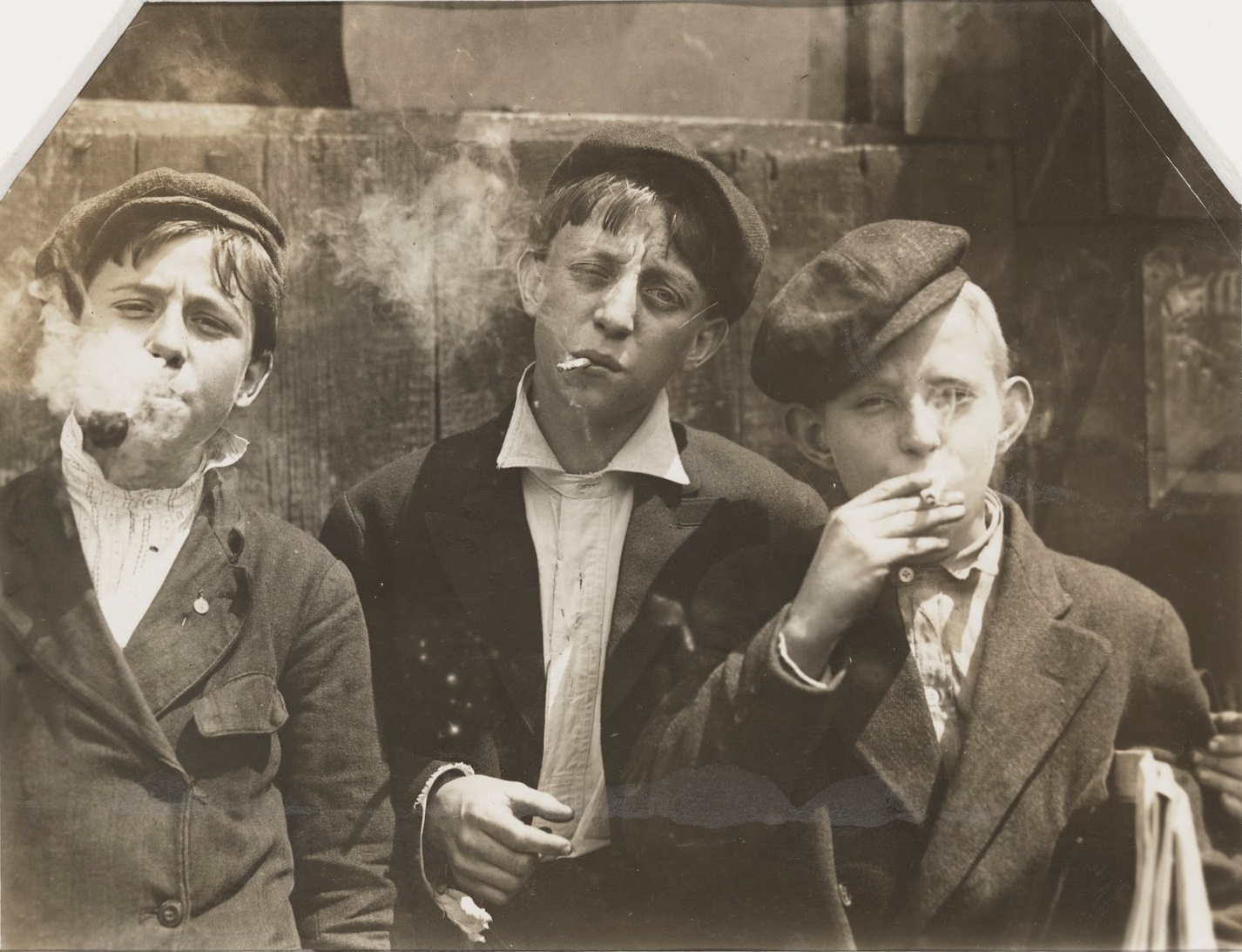
Jeunes distributeurs de journaux fumant la cigarette (1910, St Louis, États-Unis).

La consommation de tabac régulière commence souvent en fin d'école primaire et en début d'adolescence, sous la pression des pairs et parfois comme un signe de passage à un âge adulte. En France, le tabagisme de l'enfant et de l'adolescent débute souvent à l'entrée au collège et l'addiction au tabac concerne 40 % des jeunes.
Le tabac contient de la nicotine, substance addictive, qui rend l'arrêt du tabagisme d'autant plus difficile que la personne a débuté jeune. Sur le long terme, les effets nocifs du tabac sont multiples et très nuisibles à la santé. Le tabagisme est la première cause de mortalité dans le monde, tuant 6 000 000 de personnes dans le monde, soit une personne toutes les 6 secondes,. Le tabagisme parental soumet l'enfant et l'adolescent au risque de devenir fumeurs et expose les jeunes au tabagisme passif : 600 000 personnes meurent chaque année de tabagisme passif, dont environ 28 % d'enfants.

#### Alcool
Au sein d'une revue scientifique comportant 82 études sur les motivations qui poussent les jeunes de 10 à 25 ans à consommer de l'alcool, des chercheurs ont distingué certains patterns. Jusqu'à la mi-adolescence, les motivations à boire de l'alcool ne diffèrent pas entre garçons et filles. Vers l'âge de 14-15 ans les différences émergent. Une consommation fréquente d'alcool s'explique plus souvent par des circonstances sociales pour les garçons, et par un mécanisme de coping (faire face aux problèmes) chez les filles. Cet effet semble se modifier en début d'âge adulte. De manière générale, avec l'âge, le désir de boire est de plus en plus fréquemment lié au plaisir plutôt qu'à un mécanisme de coping, chez les garçons tout comme chez les filles.
Les habitudes de consommation et les motivations sont souvent le reflet de certains aspects de la personnalité d'un individu. Quatre des cinq facteurs de personnalité sont associés à la consommation d'alcool : l'extraversion, la recherche de sensations, l'impulsivité et la tendance à l'agressivité. D'autre part, boire de l'alcool pour faire face à des états émotionnels négatifs est fortement corrélé avec de hauts scores de neuroticisme (ou névrosisme) et de faibles scores d'agréabilité. La consommation d'alcool pour contrôler les émotions négatives est liée à de nombreux autres problèmes comportementaux et émotionnels, tels que l'anxiété, la dépression ou la faible estime de soi.
La recherche a généralement montré une uniformité frappante dans les motivations de l'adolescent à consommer de l'alcool à travers les cultures : c'est surtout l'engagement social et le plaisir personnel qui jouent un grand rôle dans la décision de boire chez l'adolescent.

### Comportements antisociaux et délinquance
Une minorité d'adolescents ont des comportements antisociaux et commettent des infractions relevant de la délinquance de mineurs. Les recherches en psychologie tentent de comprendre comment ces comportements antisociaux se développent, les facteurs qui les influencent et comment ils se transforment en délinquance chronique.
Les jeunes développant des comportements antisociaux viennent souvent de familles où ces comportements antisociaux sont présents. Des déficits neurobiologiques (déficience des régulateurs de réaction au stress) sont également mis en cause. De manière générale, le modèle de développement de Bronfenbrenner explique et prédit que les comportements antisociaux précoces naissent d'influences microsystémiques (comme hostilité des parents, comportements déviants des pairs) et de facteurs macrosystémiques (structure communautaire et soutien social de voisinage).
Les comportements antisociaux à l'adolescence peuvent mener à des problèmes de délinquance qui s'installent durablement à l'âge adulte. Selon des recherches québécoises, 5 % des adolescents s'engagent dans la criminalité durable. Un facteur de risque important est la précocité des comportements antisociaux. Les comportements antisociaux vers l'âge de 11 ans conduisent souvent à une délinquance juvénile ; les comportements antisociaux du début et milieu de l'adolescence mènent à des délits souvent plus mineurs et moins graves qui évoluent moins souvent vers une délinquance chronique. La délinquance juvenile atteint son maximum vers l'âge de 15 ans puis elle diminue. La plupart des adolescents délinquants ne poursuivent pas d'activités délinquantes à l'âge adulte.

## Programmes de prévention et santé publique
Des programmes de prévention à grande échelle sont mis sur pied par les autorités responsables de la santé publique pour protéger les jeunes des divers risques présentés ci-dessus. Le rôle du psychologue est de contribuer à élaborer et mettre en œuvre des programmes de santé publique et à en évaluer l'efficacité. Les modèles théoriques des changements de comportement (behavior change) sont utilisés dans ce champ d'étude scientifique. La théorie du comportement planifié permet de modéliser comment plusieurs variables influencent les comportements (attitudes, croyances, comportements antérieurs, milieu, etc) en amont du comportement puis durant le processus d'intervention visant à modifier le comportement. Plusieurs théories ont été proposées et les modélisations tentent d'intégrer ces théories pour obtenir un tableau complet des nombreux facteurs influençant les comportements tant sur un plan psychologique que groupal et sociologique,.

### Substances addictives
La consommation de substances toxiques (tabac, alcool, marijuana, ecstasy, cocaïne, etc.) représente un grave problème de santé publique dans la plupart des pays, et en particulier pour les populations d'adolescents et jeunes adultes. L'interdiction de ces substances ou de leur vente aux moins de 16 ou 18 ans n'empêche pas leur consommation très répandue chez les jeunes. Les autorités doivent donc recourir à des moyens de prévention et d'aide aux personnes désirant arrêter de prendre ces substances addictives. Les sciences de la santé publique aident les autorités à orienter leurs politiques et décisions budgétaires, en développant et testant des moyens de prévention et d'aide au sevrage des personnes dépendantes,.

### Prévention du suicide
Le suicide et la dépression ne sont pas uniquement des problèmes individuels mais constituent des problèmes de santé publique au niveau mondial. Des politiques de santé publique peuvent aider à diminuer les taux de suicide, et la prévention du suicide est considéré comme une priorité élevée par l'Organisation mondiale de la santé.

### Prévention de la délinquance juvénile
En matière de prévention des comportements antisociaux et de la délinquance juvénile, puisque ces comportements prennent place très précocement durant l'enfance, les programmes les plus efficaces sont ceux qui aident les parents en difficulté et offrent des services de garde de qualité pour les très jeunes enfants. Ces programmes semblent également rentables sur le plan économique. Des centres de jeunesse peuvent également offrir des programmes pour aider directement les adolescents par le soutien, l'information, la médiation et les discussions de groupe, entre autres stratégies.

### Prévention des infections sexuellement transmissibles et grossesses précoces
En matière de prévention des comportements sexuels à risque, l'information, l'apprentissage des comportements de protection et une attitude non répressive sont primordiales. L'information passe souvent par les amis et les parents, mais également et surtout par l'école. Des programmes d'éducation sexuelle et d'information sur la santé sexuelle jouent un rôle fondamental. En effet, les jeunes manquent d'information en raison du caractère tabou des questions sexuelles ; il en résulte certaines fausses croyances ou mythes, (par exemple sur les méthodes contraceptives ou encore sur la transmission du virus du SIDA) que l'éducation sexuelle permet de corriger. En Afrique, de nombreux gouvernements n'offrent pas de programmes d'information et de santé suffisants, résultant en un nombre très élevé de grossesses chez les adolescentes et des problèmes de santé sexuelle qui s'accroissent en raison d'un accroissement de la population adolescente ainsi que de l'accroissement du nombre de partenaires sexuels durant l'adolescence

### Lutte contre l'obésité et la malnutrition
La lutte contre l'obésité vise surtout les jeunes enfants et s'étend aux adolescents ; elle vise à combattre la mauvaise nutrition due à l'abondance de produits riches en calories mais pauvres en nutriments, ainsi que la sédentarité et le manque d'activité physique.

## Histoire de l'étude scientifique de la psychologie de l'adolescent

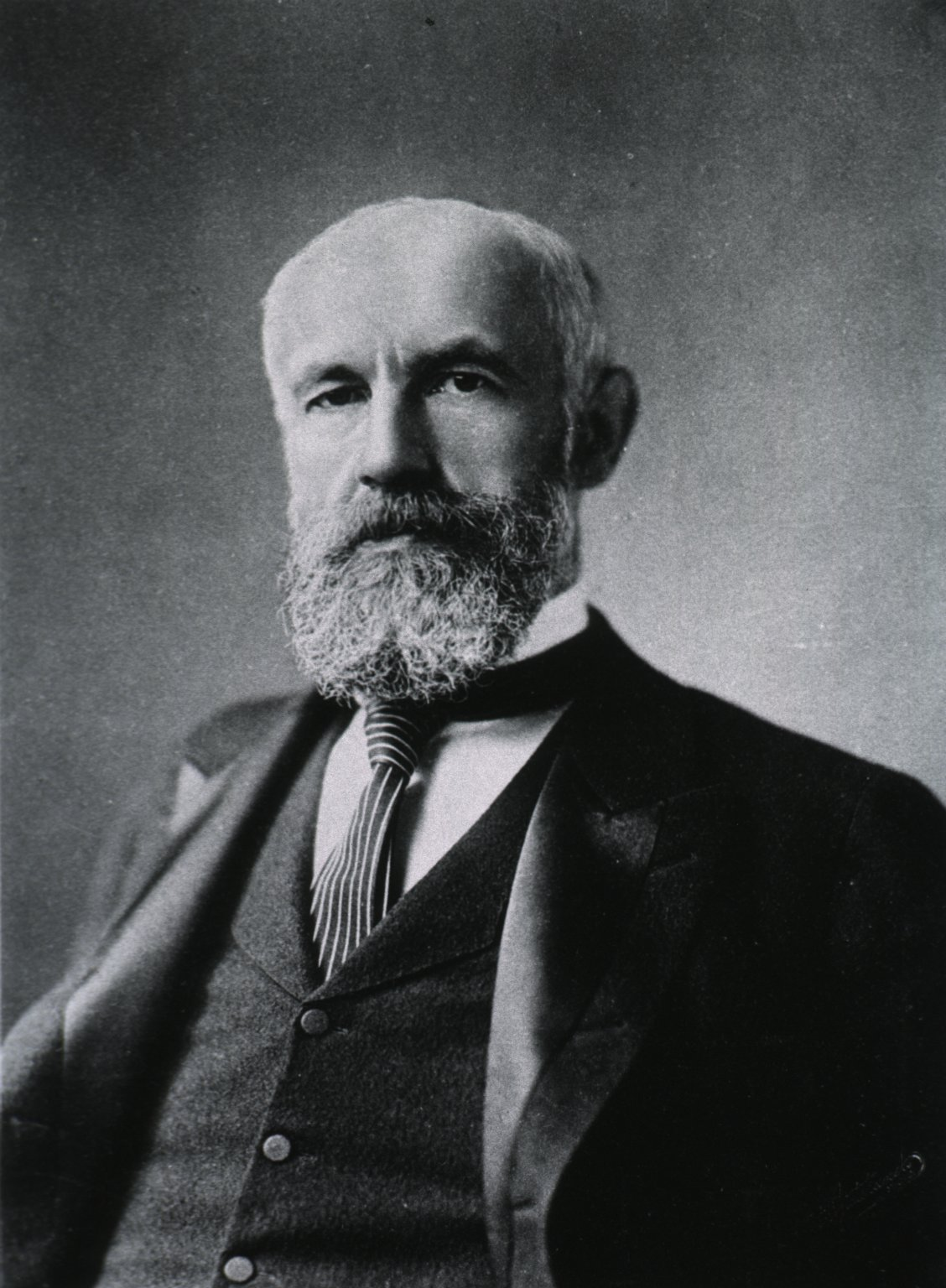
Granville Stanley Hall (1844-1924).

L'étude formelle de la psychologie de l'adolescent a commencé avec la publication de Granville Stanley Hall, Adolescence, en 1904. Premier président de l'Association américaine de psychologie, il considère l'adolescence principalement comme un temps de troubles internes et de bouleversements (sturm und drang). Cette compréhension de la jeunesse est fondée sur deux nouvelles façons de comprendre le comportement humain : la théorie de l'évolution de Darwin et la théorie psychodynamique de Freud. Stanley Hall estime que l'adolescence est une représentation du passage phylogénétique des premiers humains, depuis la condition primitive jusqu'à l'état d'êtres humains civilisés. Les affirmations de Hall sont restées relativement incontestée jusqu'aux années 1950, lorsque des psychologues tels que Erik Erikson et Anna Freud ont commencé à formuler leur théorie sur l'adolescence. Anna Freud estime que les bouleversements psychologiques associés à la jeunesse sont basées sur la biologie et relèvent d'un phénomène universel, tandis qu'Erikson axe sa théorie sur la dichotomie entre la formation de l'identité et la complétion d'un rôle. Malgré leurs différences théoriques, ces trois psychologues ont en commun de considérer l'adolescence comme un moment de perturbation et de confusion psychologique. Les aspects moins turbulents de l'adolescence, tels que les relations avec les pairs et l'influence culturelle, ont été largement ignorés jusque dans les années 1980, ces éléments ayant fait l'objet d'études approfondies depuis une vingtaine d'années. Des années 1950 jusqu'aux années 1980, ce domaine de recherche a surtout mis l'accent sur la description de modèles (au sens de régularités, patterns) de comportement plutôt sur leurs explications.

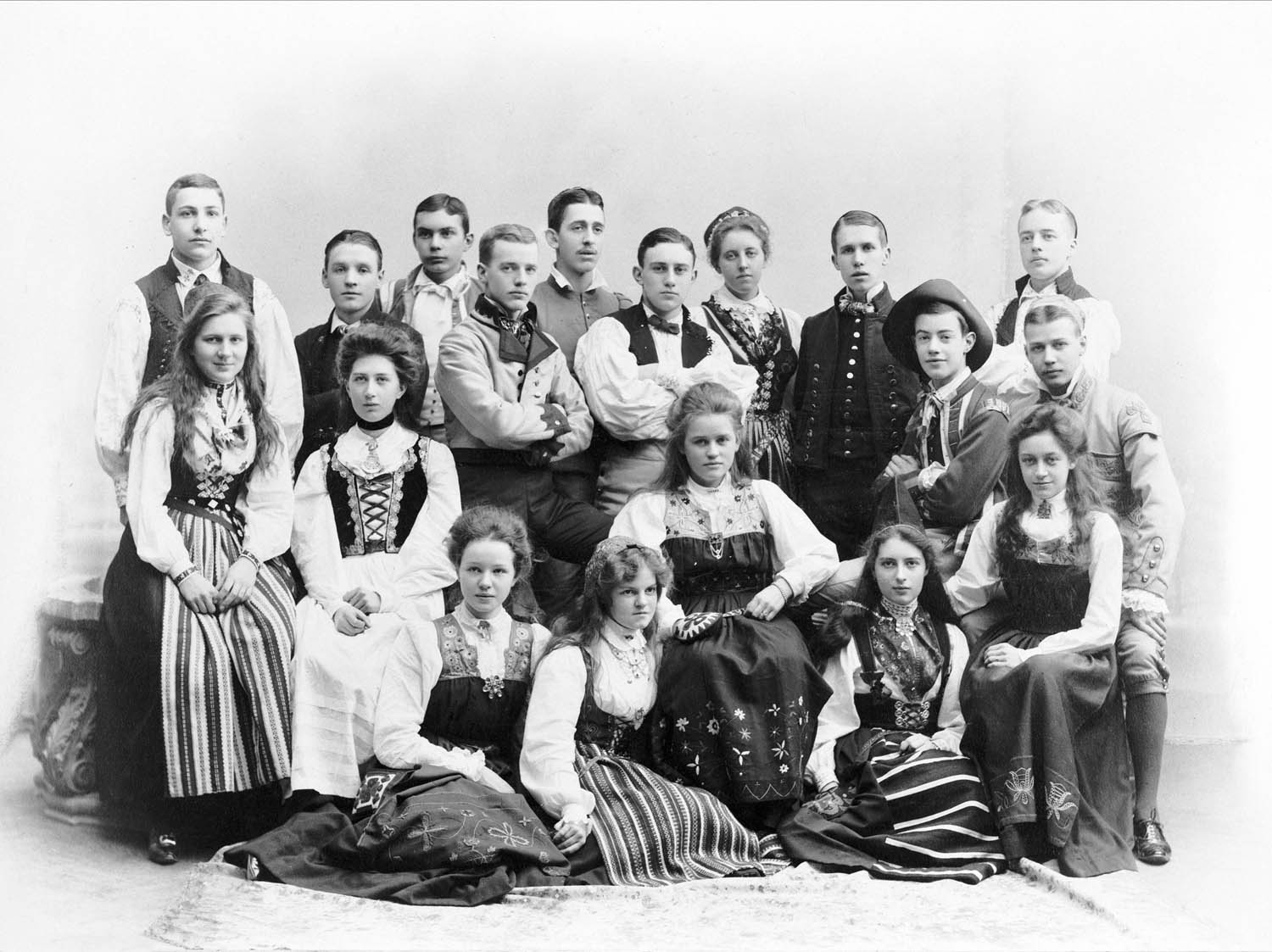
Adolescents au début du XXe siècle.

La psychologue américaine Jean Macfarlane a fondé aux États-Unis l'Institut du développement humain, connu d'abord sous l'intitulé d'Institut de protection de l'enfance, à l'université de Californie à Berkeley en 1927. L'Institut a contribué à la réalisation d'études de développement normal, contrairement aux travaux précédents qui avaient été dominés par les théories basées sur des personnalités pathologiques. Les études ont examiné le développement humain au cours de la Grande Dépression et la Seconde Guerre mondiale, circonstances historiques uniques durant lesquelles une génération d'enfants a grandi. L'étude de croissance d'Oakland, initiée par Harold Jones et Herbert Stolz en 1931, visait à étudier le développement physique, intellectuel et social des enfants de la région d'Oakland. La collecte des données a commencé en 1932 et a continué jusqu'en 1981, permettant aux chercheurs de recueillir des données longitudinales sur les individus au-delà de l'adolescence. Jean Macfarlane a également lancé l'étude d'orientation de Berkeley (Berkeley Guidance Study), qui a examiné le développement des enfants en fonction de leurs antécédents socioéconomiques et familiaux.
Ces études ont fourni dans les années 1960 la toile de fond aux recherches de Glen Elder, qui a  proposé une perspective de parcours de vie pour décrire le développement de l'adolescent. Elder a formulé plusieurs principes descriptifs du développement de l'adolescent. Le principe du temps historique et de la place stipule que le développement de l'individu est façonné par la période et l'emplacement dans lequel il grandit. Le principe de l'importance de la synchronisation dans la vie se réfère à la différence d'impact que les événements ont sur le développement selon le moment de la vie où ils se produisent. L'idée est que les états de vie liés au développement d'une personne sont formés par le réseau de relations interconnectées dans lequel cette personne est insérée ; et le principe de l'agence (agency) humaine propose que le cours de la vie d'une personne s'est construit à travers les choix et les actions d'un individu dans le contexte de son époque et de son réseau social.
Fondée en 1984, la Society for Research on Adolescence (SRA), société pour la recherche sur l'adolescence éditrice du Journal of Research on Adolescence et composée d'environ 1 300 membres en 2016, devient la première organisation institutionnelle vouée à l'étude de la psychologie de l'adolescent aux États-Unis.

## Éthique et déontologie des psychologues de l'adolescence
Les psychologues doivent adhérer à l'éthique de la psychologie et au code de déontologie des psychologues en vigueur dans leurs pays. Les organisations de psychologues professionnels telles que l'Association américaine de psychologie (APA) et son équivalent britannique, la British Psychological Society (BPS), publient des guides sur les conduites éthiques dans le cadre de la recherche, de l'examen clinique ou de la psychothérapie des enfants et adolescents.
Les adolescents, parce qu'ils sont mineurs, sont considérés comme des personnes vulnérables sur le plan légal et pour les comités d'éthique. Outre les conventions internationales usuelles appliquées pour les recherches sur l'humain (déclaration de Genève sur l'éthique médicale et déclaration d'Helsinki), leurs droits doivent donc être particulièrement protégés : les règles éthiques du consentement libre et éclairé, le respect de l'estime de soi, le droit à la confidentialité et à la vie privée, entre autres, doivent être respectés. La Society for Research in Child Development a développé un document de référence sur le traitement éthique des enfants et adolescents lors des investigations en psychologie.